# Torrelavega
Torrelavega es un municipio y una ciudad española ubicada en Cantabria. De carácter industrial y comercial, se trata del segundo núcleo urbano más relevante de la comunidad autónoma por detrás de la capital, Santander. Pertenece a la comarca del Besaya, de la cual es capital y se sitúa en un valle o vega a unos 8 km de la costa cantábrica. En ella confluyen los ríos Saja y Besaya. La población del término municipal asciende a 51 466 habitantes (INE 2024).
Torrelavega es una de las localidades que atraviesa el Camino de Santiago del Norte por la ruta del Besaya.

## Geografía

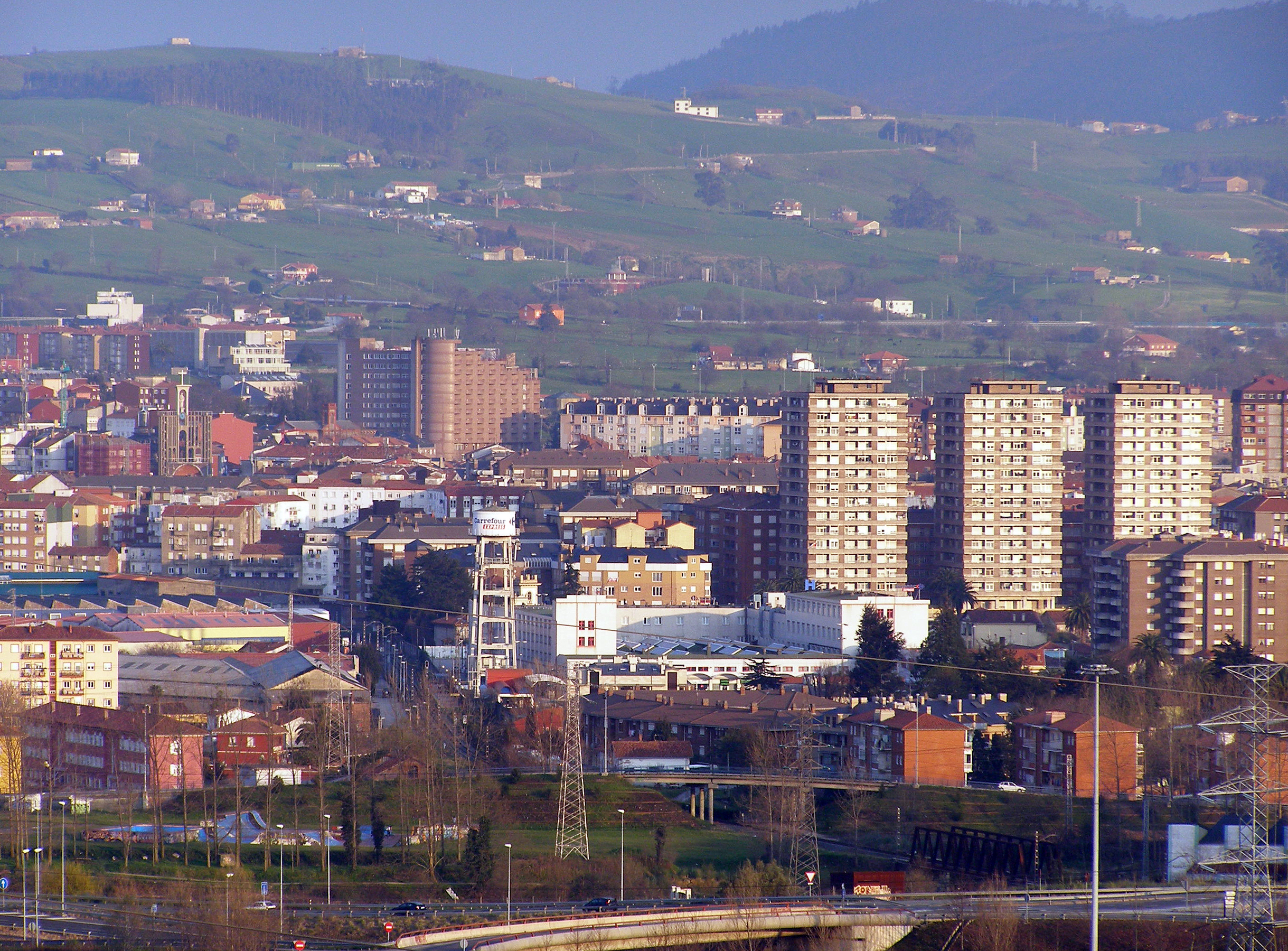
Centro de Torrelavega

Con una extensión de 35,54 km², Torrelavega es el quincuagésimo séptimo municipio de Cantabria por superficie. Se ubica a unos 24,5 km de la capital cántabra. Su cota máxima es de 606 metros (pico Dobra) y su cota mínima de 12 metros, a orillas del río Saja. La capital municipal está a 25 metros sobre en nivel del mar. El municipio está situado en la zona central de Cantabria, dentro de la comarca del Besaya. Dicha comarca, de marcado carácter industrial, se extiende a lo largo del río Besaya hasta su desembocadura en el río Saja. El municipio de Torrelavega limita al norte con los términos de Santillana del Mar y Polanco, al sur con San Felices de Buelna, al oeste con Santillana del Mar, Cartes y Reocín y al este con Polanco, Piélagos y Puente Viesgo. Torrelavega prestan servicios importantes instituciones como el SCS a través de las instalaciones del Hospital Sierrallana o la Universidad de Cantabria a través de la impartición de las titulaciones de Logopedia, Fisioterapia, Ingeniería de los Recursos Mineros e Ingeniería de los Recursos Energéticos.
| Noroeste: Santillana del Mar     | Norte: Santillana del Mar y Polanco | Nordeste: Polanco      |
| Oeste: Cartes y Reocín           |                                     | Este: Piélagos         |
| Suroeste: Los Corrales de Buelna | Sur: San Felices de Buelna          | Sureste: Puente Viesgo |

### Hidrografía
Destacan el río Saja y el río Besaya. Ambos ríos forman la principal cuenca hidrográfica de Cantabria. El Saja nace en la sierra del Cordel, fluye desde los puertos de Sejos, recoge las aguas de Cabuérniga, pasa por Cabezón de la Sal y se dirige a Torrelavega, donde tras recibir las aguas del Besaya desemboca en la ría de San Martín de la Arena de Suances. Sus principales afluentes por la derecha son el río Lodar y el río Bayones. El Besaya es otro de los principales ríos de Cantabria, que nace entre Aradillos y Cañeda (del municipio de Campoo de Enmedio) muy cerca del cauce del Ebro y de Reinosa, y es la vía natural de comunicaciones entre el Ebro y Santander.
Al sur de Torrelavega nacen varios arroyos (Viar, Sorravides, Indiana) que discurren en parte soterrados bajo el centro de la ciudad.

### Clima

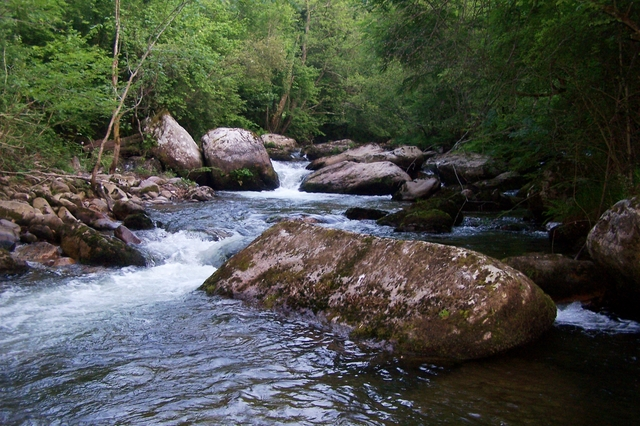
El río Saja y el Besaya se unen a la altura de la localidad de Ganzo, del municipio de Torrelavega

Su clima es equivalente al de las áreas bajas y litorales cantábricas, caracterizado por una temperatura moderada a lo largo de todo el año. Las temperaturas máximas no sobrepasan los 33 °C, mientras las mínimas medias se mantienen todo el año por encima de los 5 °C y de los 20 °C en verano. Dispone, además, de un elevado capital hídrico, consecuencia de unas precipitaciones importantes, entre 1000 y 1100 litros por metro cuadrado.
Las situaciones atmosféricas predominantes y el régimen de vientos en relación con ellas, tienen una incidencia muy fuerte en las condiciones medioambientales, en cuanto determinan el grado de contaminación aérea y la gravedad de la misma, por influir en la difusión atmosférica de los elementos contaminantes y su dirección. En este sentido, las condiciones de Torrelavega son muy malas, debido a una localización industrial muy desfavorable a sotavento de los vientos dominantes, y a la elevada frecuencia de situaciones de calma atmosférica, con inversión térmica en invierno y verano, y situaciones con vientos flojos, con otras anticiclónicas en verano, que dificultan la difusión ambiental de los contaminantes urbanos.

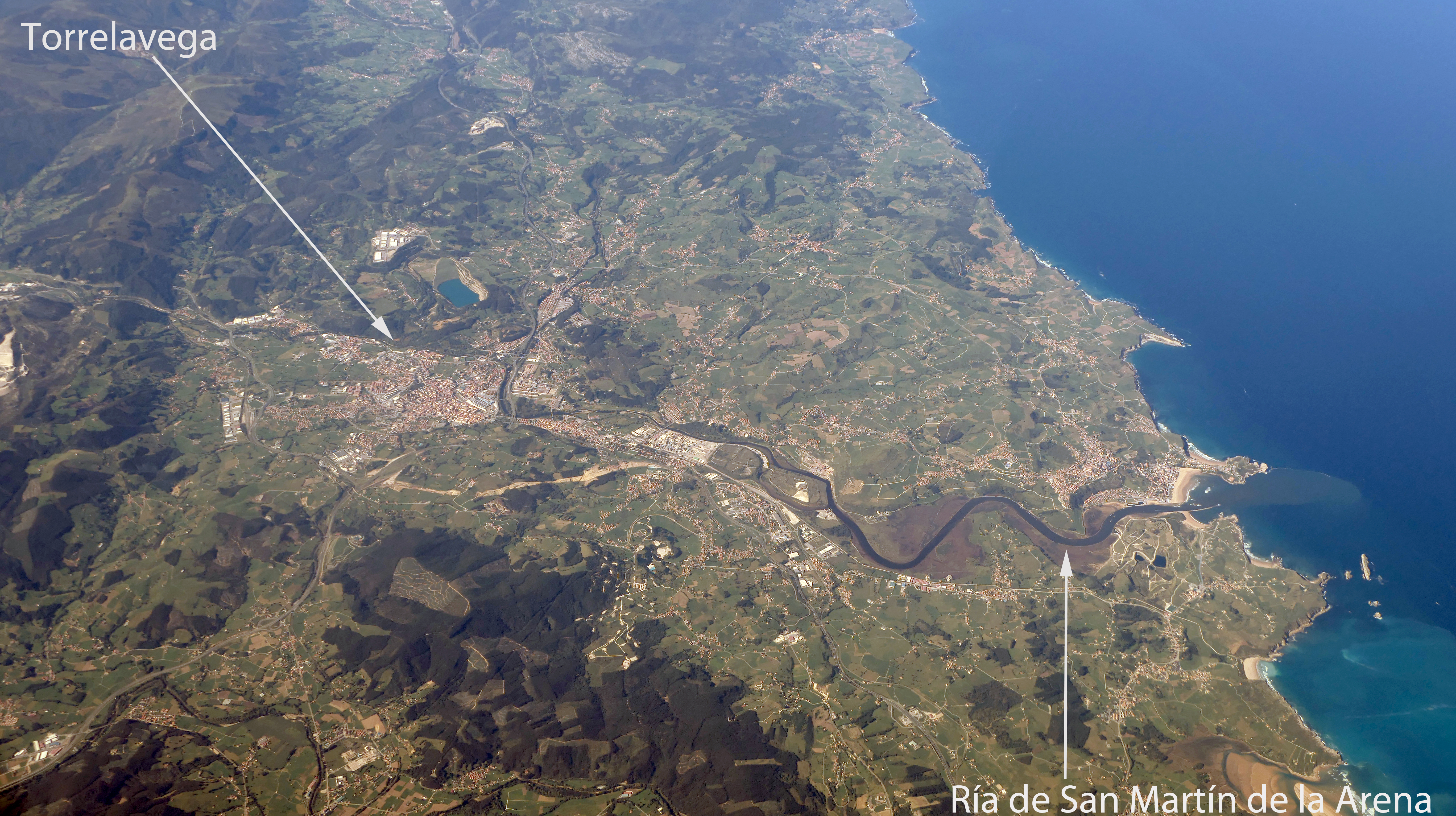
Vista aérea

### Recursos naturales

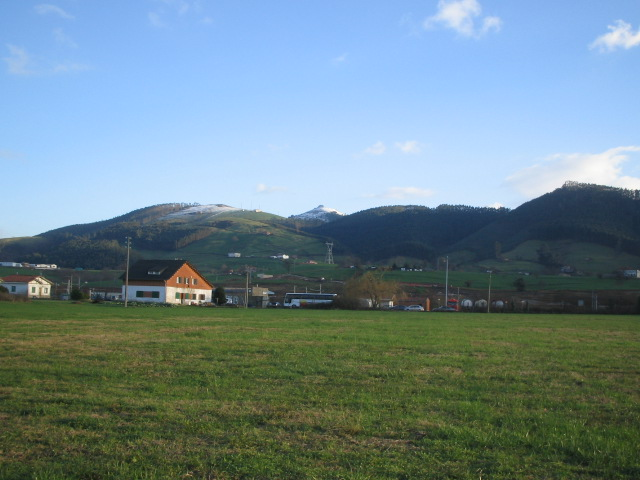
Pico Dobra, visto desde Viérnoles

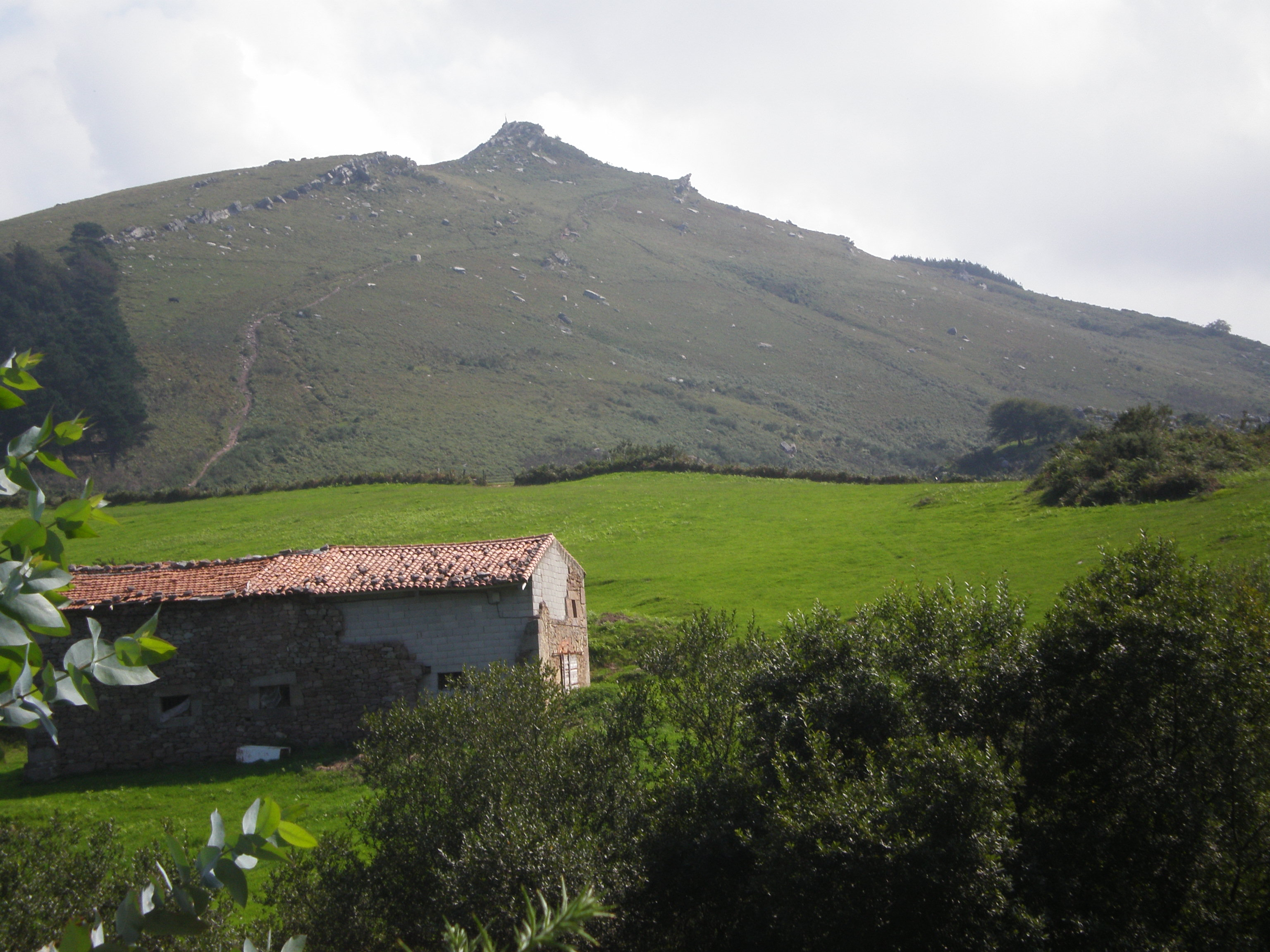
Pico Dobra desde su macizo. Montaña de 604 metros, límite entre los municipios de Torrelavega, San Felices de Buelna y Puente Viesgo

- La sierra del Dobra (el pico de la Capía constituye la cota más elevada del municipio (a 606 metros de altitud) albergó asentamientos prerromanos y en el pico se encontró un ara dedicada al dios Erudino,[2] obra del campesino Cornelio, de la gentilidad de los Aunigainum el 27 de julio de 399, desafiando la declaración del cristianismo como religión oficial del imperio por Teodosio y su autorización a los cristianos de castigar a los paganos. Posteriormente, se reconvirtió en lugar de peregrinación cristiana, erigiéndose en su cima la cruz símbolo del cristianismo. Además, podemos encontrar las cuevas de Puente Viesgo, mundialmente conocidas por sus pinturas rupestres, así como los castros celtas de Las Lleras, el pico del Toro y de Jarramaya, y la cueva de Sovilla, que contiene pinturas rupestres paleolíticas y está declarada Bien de Interés Cultural.
- El Alto de la Montaña, de doscietos metros de altitud, desde el que puede contemplarse, al igual que desde el Dobra, una panorámica que abarca toda la vega.
- El parque de la Viesca, en la ribera del río Besaya, lugar de ocio y descanso para los torrelaveguenses. Se sitúa entre Torres y el puente que une Cartes y Santiago de Cartes, junto a las abandonadas minas de Reocín.
- El parque Manuel Barquín está considerado como el otro pulmón de la capital del Besaya. En él conviven especies vegetales muy variadas e incluso árboles centenarios. Este parque fue objeto hace años de certámenes culturales para subrayar su valor para la ciudadanía.
- El parque de la Pedrosa, en Tanos.
- El Eucaliptón de Viérnoles, en Viérnoles. Es el eucalipto más grande de Cantabria.

### Fauna y flora urbanas
Torrelavega, al igual que otras ciudades próximas al mar o a ríos de cierto caudal, alberga a gaviotas, palomas y estorninos que generan, sin embargo, problemas de higiene y para los que el ayuntamiento torrelaveguense toma medidas tendentes a evitar su concentración en determinadas zonas arboladas para alivio de los viandantes (por ejemplo, la instalación de dispositivos electrónicos que reproducen grabaciones de aves predadoras para alejar a los estorninos).

## Historia
De época prehistórica se documentan escasos hallazgos, localizados en los pueblos de Tanos, donde ya hay constancia de útiles del Paleolítico Inferior o Medio, y de Viérnoles, en donde se encontraron cerámicas del Bronce o Hierro y pinturas esquemáticas. Además se han localizados otros yacimientos arqueológicos en el municipio, como es el caso del monte Dobra, o de cuevas próximas situadas en municipios limítrofes, como la de Altamira, en Santillana del Mar, o la de La Clotilde, en Quijas (Reocín), entre otras muchas, en los que se ha constatado la presencia humana en la época prehistórica.
La invasión romana y en consecuencia la romanización, no fue profunda por esta zona, esto se deduce de la escasa presencia de restos arqueológicos. La calzada romana que unía la meseta castellana, Pisoraca (Herrera de Pisuerga), con el Portus Blendium (Suances) suponemos que atravesó el territorio torrelaveguense tras pasar por la ciudad de Julióbriga. En Viérnoles, además, existe un posible tramo de esta calzada romana en el barrio de Paramenes. Sin embargo, de época romana el testimonio más significativo se produjo en el pico Dobra, donde se halló una estela dedicada al dios indígena Erudino, que tradicionalmente se fechaba en el 399 d. C., aunque recientes investigaciones han confirmado, sin embargo, que data del 23 de julio del año 161 d. C.
No es hasta la Edad Media cuando aparecen los primeros escritos sobre la villa. Se encuentra mención documental de la aldea de la Vega a finales del siglo XIII. Se atribuye su fundación a Garcilaso I de la Vega, Adelantado Mayor de Castilla en nombre del monarca Alfonso XI.
Su nombre actual es la contracción que, con el paso del tiempo, se ha producido del epónimo de la torre que construyó en la zona Leonor de la Vega, hija de Garcilaso II de la Vega y madre del Marqués de Santillana, para administrar los impuestos y los privilegios de su territorio. La conjunción de la torre y del nombre del lugar, título del señorío, habría que configurar la denominación de la villa mercantil e industrial que, desde el siglo XVIII hasta hoy, conocemos con el nombre de Torrelavega. Otras denominaciones del territorio fueron «Aldea de la Vega», «La Vega» o «Corral de la Vega».
Entre los siglos XVI al XVIII el municipio dependió de los duques del Infantado, sucesores de la familia de la Vega. El Pleito de los Nueve Valles, por el cual los nueve valles cántabros obtuvieron su independencia de los señoríos del Infantado no tuvo repercusión en la zona torrelaveguense. Dentro del régimen señorial pervive, a lo largo de la Edad Moderna, la vida económica y administrativa, que va a encontrar su transformación por la liberalización del comercio colonial y la apertura de las vías de comunicación. Durante el siglo XVII, Torrelavega desarrollará un importante crecimiento industrial (fábricas de harina y de curtido, establecimientos abiertos al comercio de telas, quincalla, comestibles y tabernas). A mediados del siglo XVIII Torrelavega se cofigura como encrucijada de caminos entre Santander y Reinosa.
En el año 1853 se produce uno de los hitos que marcaron el progreso económico de Torrelavega, el descubrimiento del coto minero de zinc (blenda y calamita) en Reocín. Además, en el año 1898 se instaló Azucarera Montañesa, después transformada en Lechera Montañesa, y ya en 1904 comenzó en el municipio la construcción de las instalaciones de la empresa belga Solvay, dando lugar a una importante fábrica de producción de sosa Solvay.

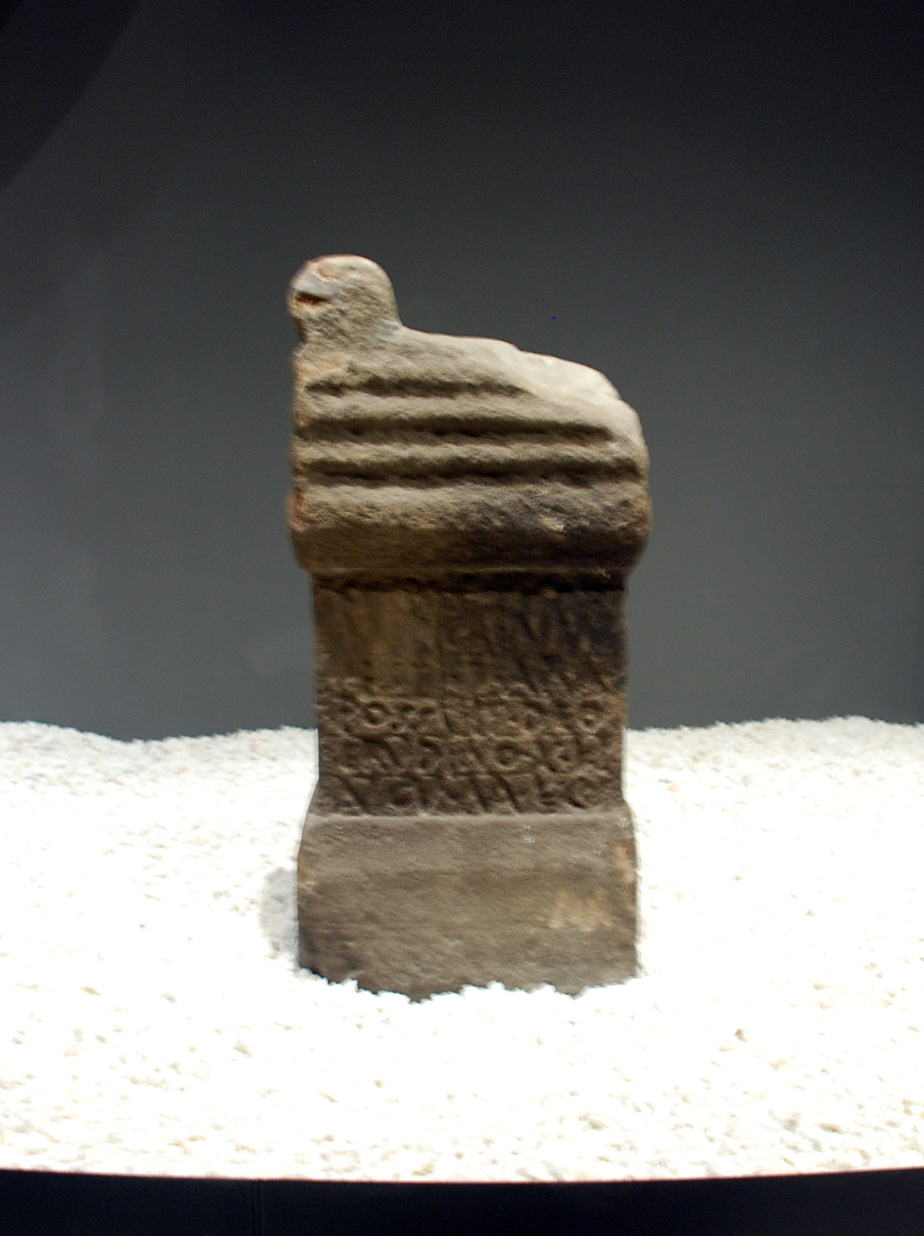
Ara a Erudino proveniente del monte Dobra (Torrelavega) depositada en el Museo de Prehistoria y Arqueología de Cantabria aunque pertenece al Museo de Arte Contemporáneo de Santander

Estas grandes industrias, el mercado, los establecimientos de comercio, la pequeña industria y talleres, transforman Torrelavega en el núcleo industrial clave de la comarca del Besaya. De ser una villa agraria de 78 vecinos en el año 1753 pasó a ser el segundo centro económico regional en el siglo XIX. «El aumento de población y el progreso de su industria» le merecieron el 29 de enero del año 1895 el título de ciudad a Torrelavega, concedido por la entonces María Cristina de Habsburgo-Lorena, que ejerció la regencia en España durante la minoría de edad de su hijo, el rey Alfonso XIII desde 1885 hasta 1902.

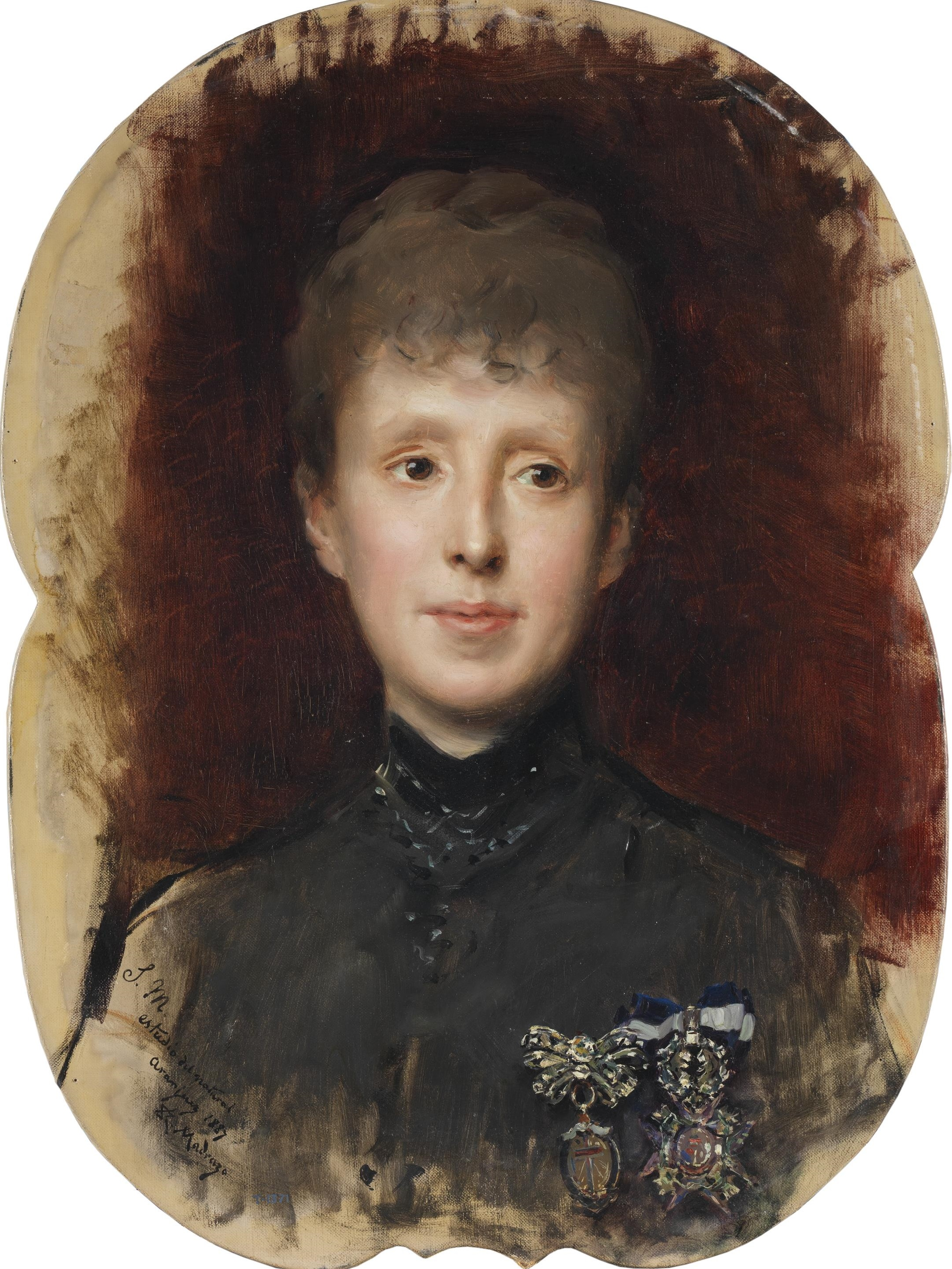
María Cristina de Habsburgo-Lorena otorgó a Torrelavega el título de ciudad el 29 de enero del año 1895

Ya en el XX, el desarrollo de la región no cesó, y surgirán nuevas industrias y centros bancarios, así como el establecimiento de la Granja Poch. Con la llegada de la Segunda República y más tarde la Guerra Civil la ciudad sufrirá una de las épocas más turbulentas de su historia. La Guerra Civil afectó profundamente a la región, de forma trágica, tanto de un bando como de otro. Primero, la represión republicana se concentró en la persecución religiosa que fue abundante en diversas zonas. Después, la represión franquista alcanzó también cifras trágicas, puesto que en Torrelavega, al ser un núcleo industrial, los sindicatos contaban con una fuerte presencia, y tanto obreros como sindicalistas eran objetivo frecuente de la represión del bando sublevado. Además, el dominio de partidos de izquierda en esta zona era evidente, lo cual dificultó aún más la situación para los afiliados a sindicatos y partidos. Torrelavega presenció una batalla aérea el 6 de agosto de 1937, cuando las fuerzas aéreas republicanas perdieron 12 cazas.
Destaca de esta etapa el torrelaveguense, Eloy Fernández Navamuel (1899-1964) que fue un prestigioso militar que tras acogerse al retiro previsto por la Ley Azaña, se incorporó voluntariamente al servicio de la Segunda República. Contribuyó a sofocar los focos de rebelión de la provincia, realizó acciones de incursión en los frentes de Asturias, Santander y País Vasco y tuvo un papel destacado en la captura del buque franquista Tiburón, que venía a Santander con el propósito de establecer el bloqueo. El 25 de agosto fue nombrado jefe de los Servicios de Aviación del Norte de España. El 10 de noviembre, sin abandonar sus funciones de piloto, tomó el mando de una columna de 300 milicianos, que comenzó a operar desde el incipiente frente de Reinosa con dirección a Burgos y Palencia. El 14 de abril de 1937 fue promovido a comandante y se le confió el mando de la 3.ª División, luego División 54. Ya en agosto de 1937 con las tropas franquistas recién llegadas a Torrelavega, consiguió escapar a Francia.
Cabe destacar la presencia de una importante guerrilla, con los maquis como protagonistas, en la zona de Silió (localidad del municipio de Molledo). Inocencio Aja fue el guerrillero destacado de la zona del río Besaya.
La época de apogeo de Torrelavega fue entre finales del siglo XIX y principios del XX, después la ciudad sufrió una serie de altibajos, demográfica y económicamente hablando. Tras la Guerra Civil, el desarrollo industrial no continuó con la misma intensidad debido a la mala situación socioeconómica que atravesaban tanto el país como la propia región, pero a pesar de ello llegaron empresas tales como Aspla y La Continental.
La ciudad sufrió una grave crisis en la década de 1980 y 1990, con motivo de la recesión industrial en toda la comarca, pero en la actualidad ha logrado recuperarse, puesto que el censo de población, el comercio y la industria han experimentado una reciente mejora.

## Demografía
Torrelavega cuenta con una población de 51 466 habitantes (INE 2024).
| Gráfica de evolución demográfica de Torrelavega entre 1842 y 2021 |
| |
| Población de derecho según los censos de población del INE Población de hecho según los censos de población del INEEntre el censo de 1857 y el anterior, crece el término del municipio porque incorpora a Viérnoles |

La ciudad ha sufrido en los últimos años una constante y progresiva pérdida de población en favor de municipios limítrofes. Desde el año 1992, cuando se alcanzó el récord de 60 155 habitantes, hasta el año 2016, Torrelavega ha perdido más de un 12 % de su población, o lo que es lo mismo, 7336 habitantes. Las razones que explican este proceso, son, entre otras, la bajísima natalidad, el desempleo, la carestía de la vivienda en comparación con municipios limítrofes, la ausencia de suelo urbano como consecuencia de los continuos retrasos en la aprobación del P.G.O.U., y el paulatino desmantelamiento del tejido industrial. En cambio, municipios limítrofes como Los Corrales de Buelna, Suances, o Miengo han aumentado su población en los últimos años. Torrelavega es el segundo municipio más poblado de toda Cantabria.
|             | 2000   | 2002   | 2004   | 2006   | 2008   | 2010   | 2011   | 2012   | 2013   | 2014   | 2015   | 2016   | 2017   | 2018   | 2019   | 2020   | 2021   | 2022   | Dif. 2000-2022 |
| ----------- | ------ | ------ | ------ | ------ | ------ | ------ | ------ | ------ | ------ | ------ | ------ | ------ | ------ | ------ | ------ | ------ | ------ | ------ | -------------- |
| Barreda     | 2995   | 2948   | 2932   | 2828   | 2903   | 2907   | 2894   | 2895   | 2823   | 2786   | 2751   | 2705   | 2657   | 2647   | 2675   | 2681   | 2696   | 2679   | 316 / 10,55%   |
| Campuzano   | 11 972 | 11 679 | 11 366 | 11 217 | 11 202 | 11 286 | 11 121 | 10 969 | 10 835 | 10 170 | 10 652 | 10 486 | 10 250 | 10 166 | 10 116 | 10 082 | 10 007 | 9981   | 1991 / 16,63%  |
| Duález      | 267    | 331    | 377    | 373    | 363    | 366    | 357    | 361    | 357    | 353    | 352    | 353    | 354    | 348    | 337    | 340    | 344    | 349    | 82 / 30,72%    |
| Ganzo       | 1130   | 1121   | 1095   | 1067   | 1050   | 1032   | 1383   | 1419   | 1435   | 1424   | 1419   | 1436   | 1443   | 1446   | 1441   | 1458   | 1443   | 1442   | 312 / 27,61%   |
| La Montaña  | 180    | 188    | 183    | 183    | 176    | 176    | 173    | 167    | 165    | 168    | 159    | 157    | 155    | 150    | 146    | 141    | 140    | 138    | 42 / 23,33%    |
| Sierrapando | 4013   | 3968   | 3982   | 4041   | 4131   | 4156   | 4186   | 4193   | 4171   | 4179   | 4155   | 4096   | 4055   | 4052   | 3983   | 4006   | 3984   | 3963   | 50 / 1,25%     |
| Tanos       | 5065   | 5614   | 5986   | 6121   | 6232   | 6137   | 6089   | 6120   | 6209   | 6106   | 6088   | 6042   | 6054   | 5996   | 6002   | 5996   | 5915   | 5905   | 840 16,58%     |
| Torrelavega | 28 534 | 28 303 | 28 457 | 28 334 | 27 864 | 27 577 | 27 329 | 27 152 | 26 814 | 26 481 | 25 934 | 25 597 | 25 153 | 24 976 | 24 874 | 24 977 | 24 770 | 24 738 | 3796 / 13,30%  |
| Torres      | 1012   | 1025   | 1013   | 997    | 1045   | 1048   | 1071   | 1065   | 1070   | 1071   | 1059   | 1039   | 1030   | 1043   | 1051   | 1031   | 1048   | 1036   | 24 / 2,37%     |
| Viérnoles   | 1018   | 1003   | 1016   | 982    | 960    | 961    | 950    | 956    | 948    | 918    | 927    | 911    | 886    | 866    | 869    | 885    | 890    | 911    | 107 / 10,51%   |
| TOTAL       | 59 189 | 56 180 | 56 407 | 56 143 | 55 910 | 55 888 | 55 553 | 55 297 | 54 827 | 54 196 | 53 496 | 54 819 | 52 034 | 51 687 | 51 494 | 51 597 | 51 237 | 51 142 | 7549 / 13,6%   |

## Administración y política

### Gobierno municipal
El alcalde de Torrelavega es Javier López Estrada (PRC), quien ocupa el cargo desde el 15 de junio de 2019 y ha conseguido la reelección en 2023. En ambas legislaturas el gobierno ha consistido en una coalición entre el PRC y el PSC-PSOE, con el apoyo de Torrelavega Sí en la investidura. Los partidos políticos con representación en el ayuntamiento son el Partido Popular, el Partido Regionalista de Cantabria, el Partido Socialista, Vox, Torrelavega Sí e Izquierda Unida-Podemos.

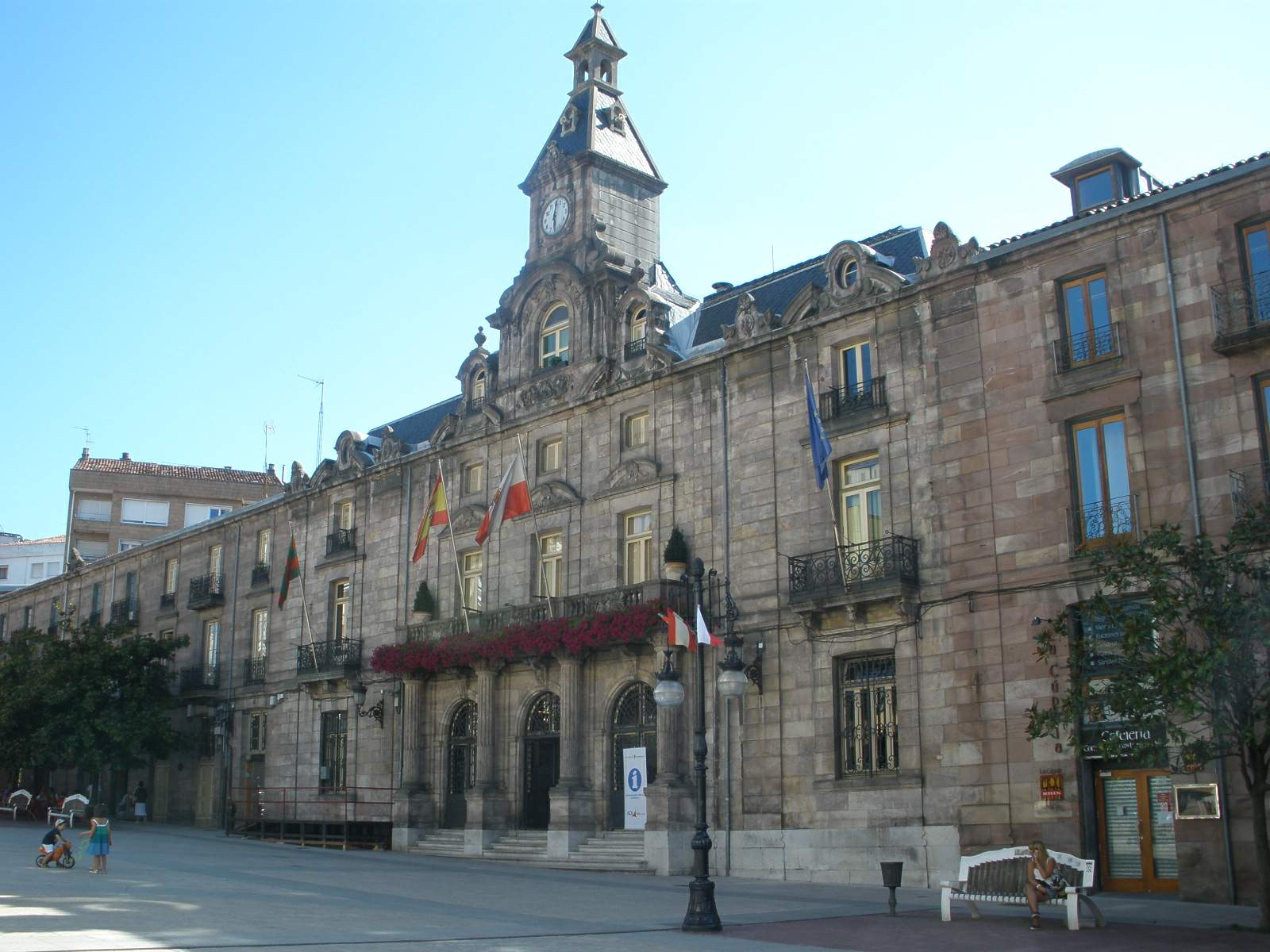
Ayuntamiento de Torrelavega

| Periodo   | Nombre                         | Partido | Partido                                  |
| --------- | ------------------------------ | ------- | ---------------------------------------- |
| 1979-1983 | Manuel Teira Fernández         |         | Partido Socialista Obrero Español (PSOE) |
| 1983-1984 | Manuel Rotella Gómez           |         | Partido Socialista Obrero Español (PSOE) |
| 1984-1994 | José Gutiérrez Portilla        |         | Partido Socialista Obrero Español (PSOE) |
| 1994-1999 | Blanca Rosa Gómez Morante      |         | Partido Socialista Obrero Español (PSOE) |
| 1999-2003 | Francisco Javier López Marcano |         | Partido Regionalista de Cantabria (PRC)  |
| 2003-2011 | Blanca Rosa Gómez Morante      |         | Partido Socialista Obrero Español (PSOE) |
| 2011-2014 | Ildefonso Calderón Ciriza      |         | Partido Popular (PP)                     |
| 2014-2015 | Lidia Ruiz Salmón              |         | Partido Socialista Obrero Español (PSOE) |
| 2015-2019 | José Manuel Cruz Viadero       |         | Partido Socialista Obrero Español (PSOE) |
| 2019-act. | Javier López Estrada           |         | Partido Regionalista de Cantabria (PRC)  |

| Partido político                          | 2023                     | 2023                     | 2023                     | 2019                     | 2019                     | 2019                     | 2015  | 2015  | 2015       | 2011  | 2011   | 2011       | 2007  | 2007   | 2007       | 2003  | 2003   | 2003       |
| Partido político                          | %                        | Votos                    | Concejales               | %                        | Votos                    | Concejales               | %     | Votos | Concejales | %     | Votos  | Concejales | %     | Votos  | Concejales | %     | Votos  | Concejales |
| Partido Popular (PP)                      | 25,56                    | 6918                     | 7                        | 15,67                    | 4475                     | 5                        | 24,48 | 7182  | 7          | 34,94 | 10 968 | 10         | 26,03 | 8526   | 7          | 22,97 | 8166   | 6          |
| Partido Regionalista de Cantabria (PRC)   | 22,91                    | 6200                     | 7                        | 26,5                     | 7571                     | 8                        | 17,69 | 5192  | 5          | 22,95 | 7203   | 6          | 24,57 | 8047   | 7          | 23,16 | 8234   | 7          |
| Partido Socialista Obrero Español (PSOE)  | 22,55                    | 6103                     | 6                        | 26,06                    | 7443                     | 8                        | 20,02 | 5874  | 6          | 27,66 | 8683   | 8          | 38,89 | 13 827 | 11         | 38,89 | 13 827 | 11         |
| Vox                                       | 8,23                     | 2228                     | 2                        | 4,58                     | 1307                     | 0                        | —     | —     | —          | —     | —      | —          | —     | —      | —          | —     | —      | —          |
| Torrelavega Sí                            | 7,96                     | 2156                     | 2                        | 6,11                     | 1745                     | 1                        | 12,57 | 3689  | 4          | —     | —      | —          | —     | —      | —          | —     | —      | —          |
| Izquierda Unida (IU)                      | 6,71                     | 1818                     | 1                        | 3,49                     | 998                      | 0                        | 3,92  | 1151  | 0          | 2,24  | 702    | 0          | —     | —      | —          | 6,05  | 2081   | 1          |
| Podemos                                   | Con Izquierda Unida (IU) | Con Izquierda Unida (IU) | Con Izquierda Unida (IU) | Con Izquierda Unida (IU) | Con Izquierda Unida (IU) | Con Izquierda Unida (IU) | 5,35  | 1570  | 1          | —     | —      | —          | —     | —      | —          | —     | —      | —          |
| Ciudadanos (CS)                           | 4,19                     | 1136                     | 0                        | 6,18                     | 1764                     | 1                        | 4,60  | 1349  | 0          | —     | —      | —          | —     | —      | —          | —     | —      | —          |
| Asamblea Ciudadana por Torrelavega (ACPT) | —                        | —                        | —                        | 8,45                     | 2415                     | 2                        | 8,12  | 2382  | 2          | 6,66  | 2092   | 1          | 5,13  | 1681   | 1          | —     | —      | —          |

### Organización territorial
El municipio cuenta con varios núcleos de población:
- Barreda: A 2,2 kilómetros del centro de la capital municipal y a 20 metros de altitud.
- Campuzano: A 1,2 kilómetros del centro de la capital municipal y a 30 metros de altitud.
- Duález: A 2,3 kilómetros del centro de la capital municipal y a 12 metros de altitud.
- Ganzo: A 2,2 kilómetros del centro de la capital municipal y a 20 metros de altitud.
- La Montaña: A 3,9 kilómetros del centro de la capital municipal y a 220 metros de altitud.
- Sierrapando: A 1 kilómetro del centro de la capital y a 50 metros de altitud.
- Tanos: A 1,3 kilómetros del centro de la capital y a 45 metros de altitud.
- Torrelavega (Capital): A 25 metros de altitud.
- Torres: A 1,1 kilómetros del centro de la capital y a 25 metros de altitud.
- Viérnoles: A 3,2 kilómetros del centro de la capital y a 80 metros de altitud.

## Economía

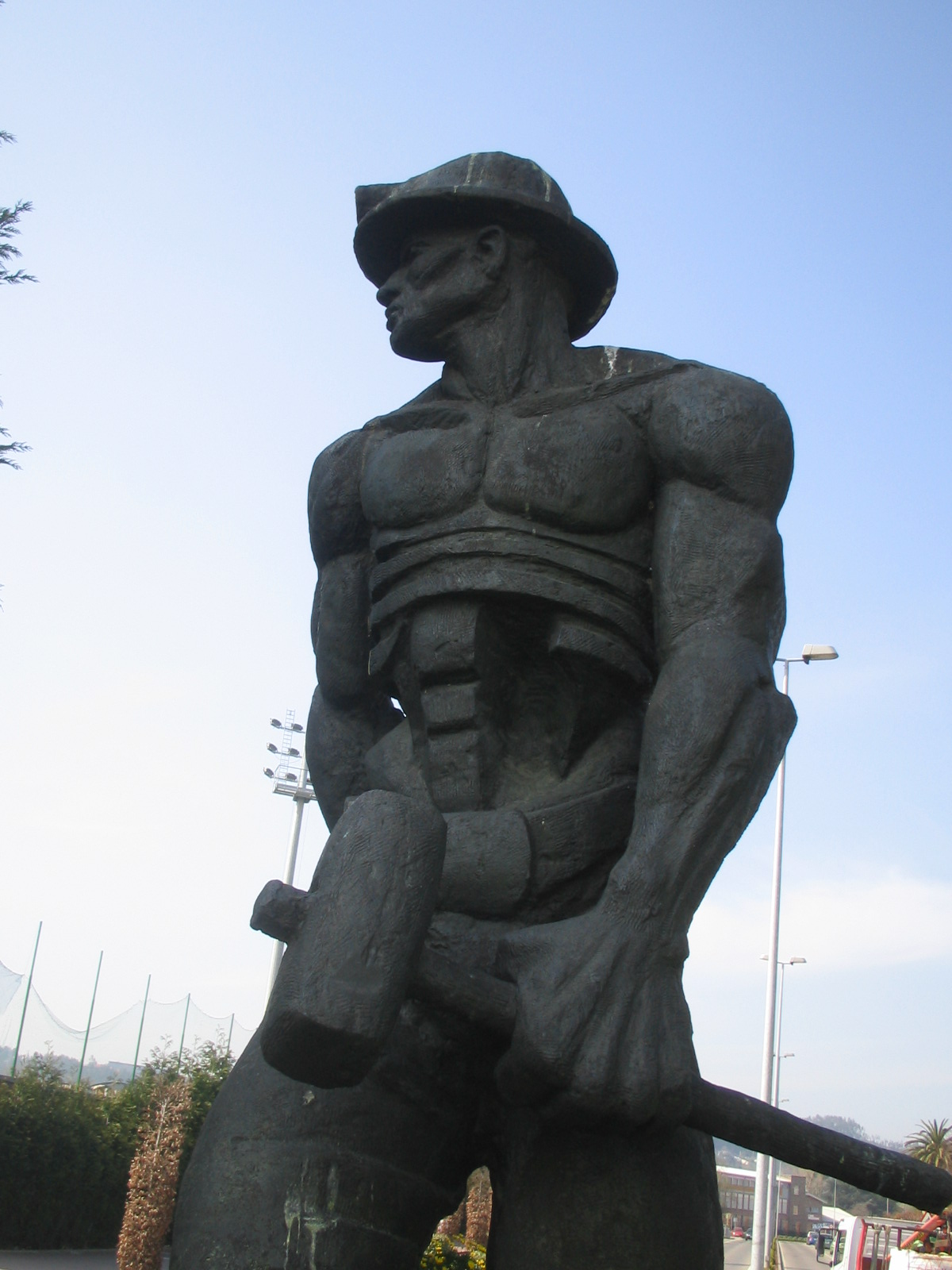
Alegoría de la minería, obra del escultor cántabro Jesús González de la Vega, situada en una de las rotondas del bulevar ronda, evocando el importante pasado minero de la comarca del Besaya

Como segundo centro de servicios de la región (tras el de la capital), en Torrelavega se localizan importantes instituciones públicas: el Hospital Sierrallana, la Universidad de Cantabria, presente en la ciudad en el Campus de Torrelavega. Las actividades relacionadas con la cultura, el ocio y el turismo son un aliciente más desde el punto de vista de la economía municipal, de forma que, tanto desde las instancias regionales como municipales, se intenta reducir la estacionalidad turística estival con nuevas ofertas, como son la organización de convenciones, congresos, Feria de Muestras de Cantabria) y manifestaciones culturales diversas, como las fiestas de la patrona la semana del 15 de agosto, la Feria del Caballo o las exposiciones en el Centro Nacional de Fotografía José Manuel Rotella, sin olvidar la acogida de diversos cursos de verano de la Universidad de Cantabria, el Festival de Cine, el Festival de Invierno y la celebración del certamen de acordeones de Torrelavega.
Su población activa eminentemente terciaria queda de manifiesto por una importancia del 61 %, en línea con la economía regional. Mientras que su sector primario es menos representativo (1,9 frente a 6 %, respectivamente). Sus sectores de la construcción y de la industria, son ligeramente más importantes que la media en Cantabria (15,4 y 21,7 % frente a 13,5 y 18,9 %, respectivamente). El desarrollo de la industria en este municipio ha sido clave, donde destaca la presencia de la empresa Solvay.
La Cámara de Comercio e Industria de Torrelavega, fundada en 1913 (y dependiente de la Consejería de Economía de Cantabria), gestiona, desde el año 2000, junto a sus servicios generales y a la Oficina de Turismo local, dos programas de apoyo a la creación y a la continuidad de empresas, en colaboración con el Consejo Superior de Cámaras de Comercio de España, a través del Instituto Cameral de Creación y desarrollo de la Empresa (INCYDE) y el Instituto de la Mujer, a los que han seguido un servicio de orientación profesional laboral y un centro de formación propio. El censo cameral asciende a 3751 electores a finales de 2005. Respecto a la hacienda local, Torrelavega gestionó 9,47 % del presupuesto del conjunto de los entes locales en Cantabria en 2003, siendo solo superada por Santander (39,18 %). Como comparativo, en 2000 su importancia relativa era del 8,87 %.

### Sector primario
Históricamente, Torrelavega ha tenido una importante tradición comercial ganadera; ya en tiempos de Carlos III, mediante la Real Cédula de 1767, se concedía a la entonces villa la celebración de ferias de ganado una vez a la semana; comenzaron en 1799 y se afianzaron en 1844, con su celebración quincenal en la actual plaza de La Llama.
Posteriormente se lograron otros hitos como la introducción de la vaca pinta holandesa en 1878, la creación de las ferias de Santa Isabel y Santa María, en 1881 y 1882, respectivamente, así como la de San Juan, que dieron gran renombre a Torrelavega en la actividad comercial.
Con el paso del tiempo y la elevación de los estándares higiénicos, sanitarios y de servicios administrativos para los ganaderos, se perfiló el proyecto de contar con un mercado pecuario adaptado.
El 27 de junio de 1973 fue inaugurado el Mercado Nacional de Ganado «Jesús Collado Soto» por los entonces príncipes de España, Juan Carlos y Sofía. Tras doscientos años de historia y gracias al esfuerzo de su corporación municipal, al frente de la cual se encontraba el propio Jesús Collado Soto, los torrelaveguenses y ganaderos de toda la región contaban con el primer mercado pecuario de España.
Más conocido como «El Ferial», el Mercado Nacional de Ganado registró una recuperación en el número de cabezas concurrentes (un 7 %), alcanzando las 156 553 cabezas en 2003. La crisis de las vacas locas llevó, por otro lado, al Gobierno regional a destinar 1 742 179 euros a la campaña de saneamiento ganadero.
En el pasado y actualmente, la «Cuadrona» está considerada como el mercado de referencia de los precios de los terneros en Europa. El Ferial fue dirigido desde su inauguración hasta 2002 por Juan Brizuela Eiras. En la actualidad la feria se celebra todos los martes tarde y miércoles (excepto si el miércoles es festivo a nivel nacional, en que se adelanta al lunes tarde y martes).

### Industria

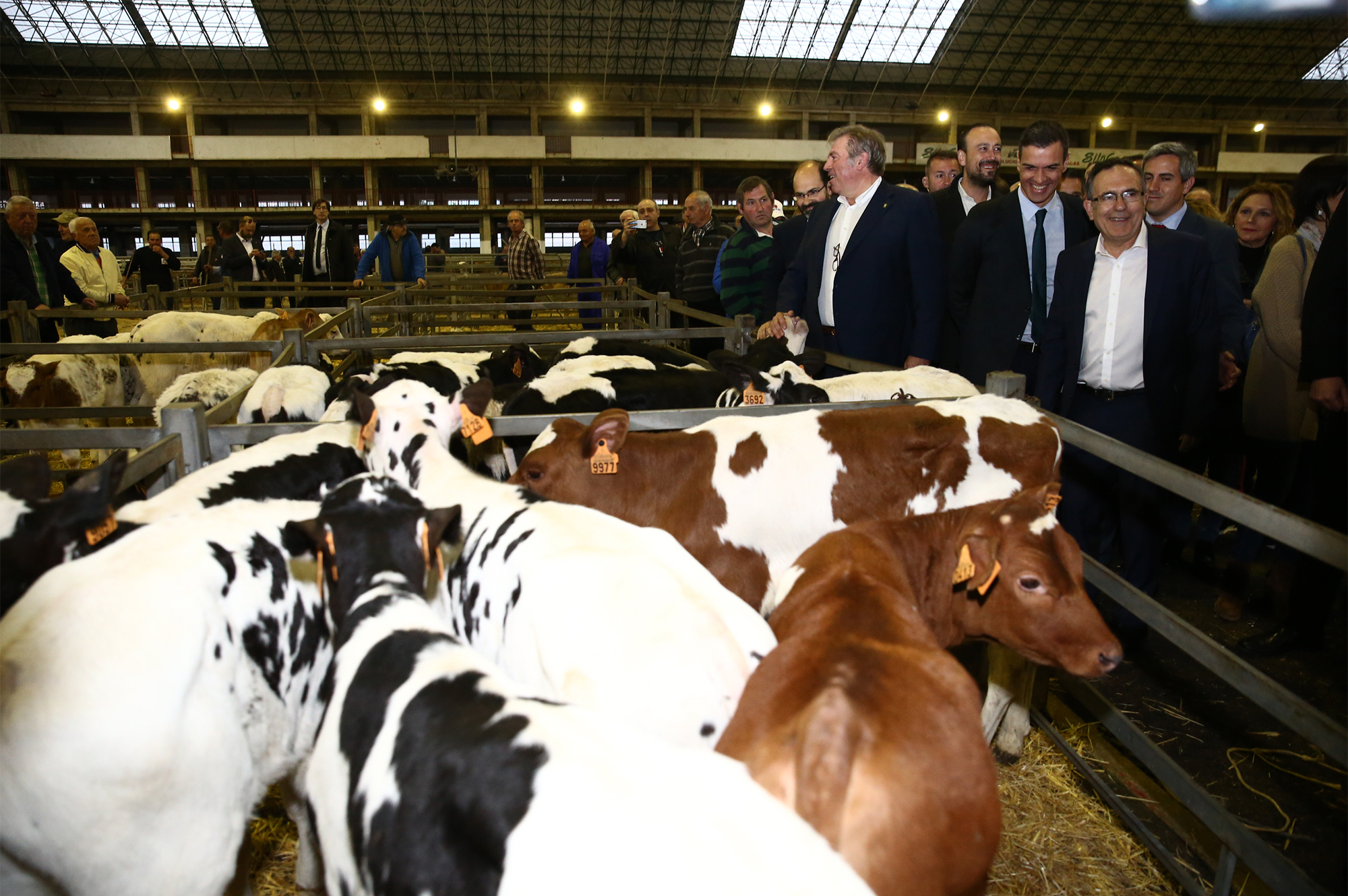
Mercado de ganados

La comarca del Besaya es una de las tres zonas industriales de Cantabria y tiene en Torrelavega su cabecera y una relevante historia desde el punto de vista industrial que se extiende a lo largo de los dos últimos siglos. Allí se asentaron nombres internacionales como Solvay (que en 1867 inició la explotación de la sal de Polanco), Sniace (Sociedad Nacional de Industrias Aplicaciones Celulosa Española, que producía celulosa, fibrana, lignosulfonatos, energía eléctrica y hasta finales de 2005, poliamida. Fue junto a FEFASA (Miranda de Ebro) e ICNASA una de las primeras fábricas de fibras artificiales de España), Firestone (la antigua General, en el vecino municipio de Puente San Miguel, que obtiene neumáticos -agrícolas radiales, serie 9000 en AGR y AGR llantas de 16" a 20") y Armando Álvarez, Álvarez Forestal y Aspla que llegaron a contar con miles de trabajadores y a ocupar grandes superficies industriales y que siguen en marcha en la actualidad. También se explotaba durante 150 años y hasta el 2003 una importante mina metálica en Reocín, comenzando por la Real Compañía Asturiana, a la que tomó el relevo la compañía Asturiana de Zinc en 1965. Esta explotación estuvo muy vinculada a la Escuela Universitaria de Minas, puesto que ésta fue impulsada, junto con otras empresas, por la mina de Reocín, aportando ésta, a su vez, profesores a la escuela. El pozo de Santa Amelia llegó a medir 380 metros de profundidad y de él se extraían blenda y galena.

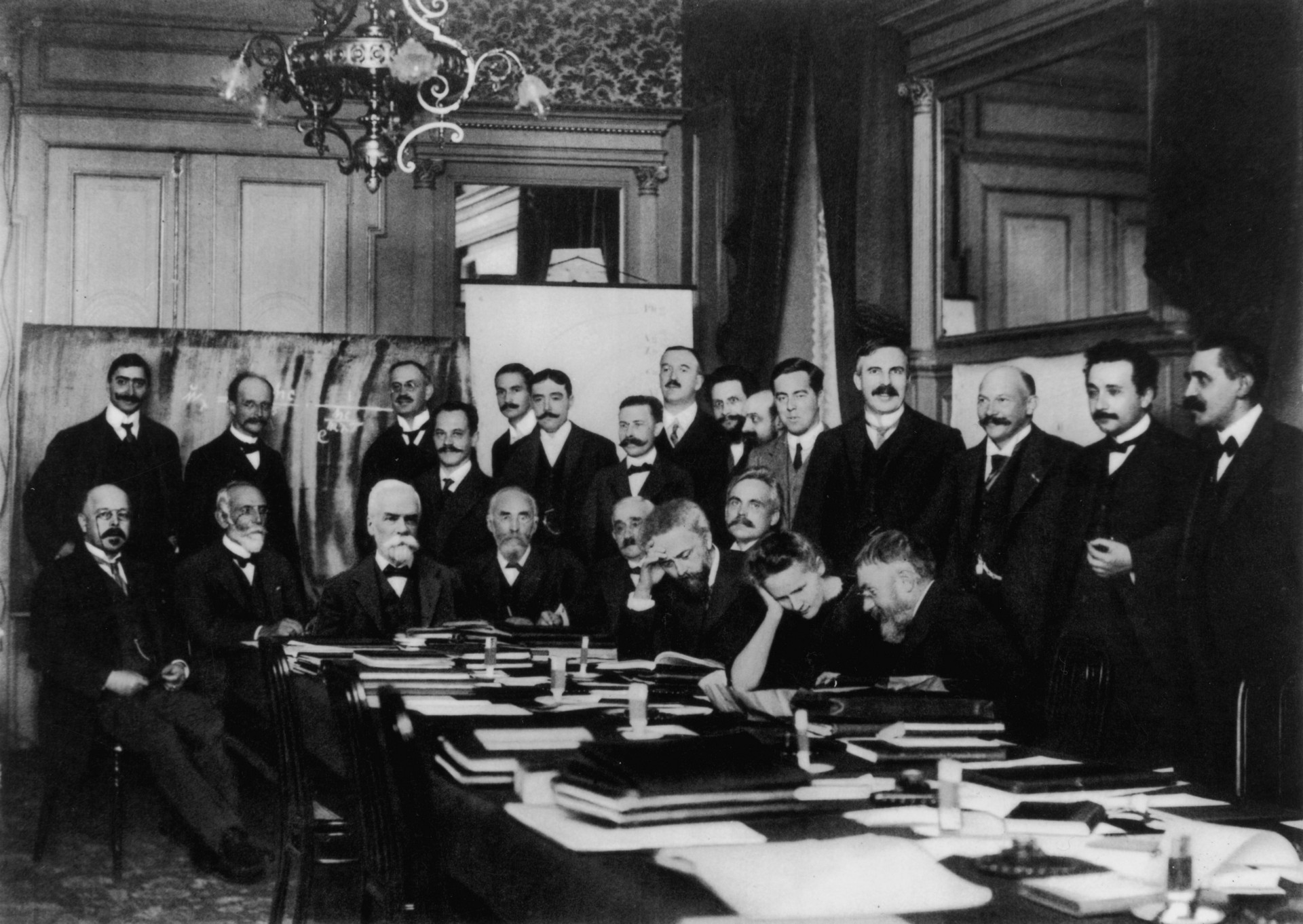
El químico industrial belga Ernest Solvay (1838-1922) en la Conferencia Solvay de 1911 (tercero sentado por la izquierda)

Antes de la apertura de la mina, la vega era eminentemente agrícola. Tras la quiebra de la Azucarera Montañesa, fundada en 1898, industrias lácteas como la Universal Exportadora (1904), destinada a abastecer de leche a Madrid, tuvo un gran desarrollo, que culminó con el establecimiento de Sniace.
El asentamiento de fábricas de harina y encurtidos en Torrelavega a finales del siglo XIX y principios del siglo siguiente, tuvo mucho que ver con la autorización concedida al puerto de Santander para comerciar con ultramar, la apertura del camino harinero de Reinosa a mediados del siglo XVIII y la construcción del ferrocarril al costado del río Besaya, a lo largo de las hoces de Bárcena, de Iguña y de Buelna a mediados del siglo XIX. Cabe destacar el establecimiento de la fábrica del Grupo Solvay, que fue clave para el desarrollo de las localidades colindantes, al generar puestos de trabajo de forma directa o indirecta, y mejorar, en general, el desarrollo socioeconómico de la comarca del Besaya.
Al importante crecimiento demográfico que le valió el título de ciudad, siguió el establecimiento de industrias como la Granja Poch (en 1915, cuyo solar ocupa actualmente la estación de autobuses), los talleres Obregón y la Continental Fábrica Española de Caucho. Asimismo, la Azucarera Montañesa se transformó en la Lechera Montañesa.

### Sector servicios
Los jueves tiene lugar en el entorno del Mercado Nacional de Ganado el mercadillo de Torrelavega que tiene gran importancia en cuanto a la superficie (aproximadamente 17 000 m²), al número de puestos de comerciantes no sedentarios y al volumen de intercambios realizado.
Antes de su primera celebración el 4 de julio de 1799, Torrelavega ya era paso obligado de mercancías entre la Meseta castellana y el puerto de Santander en particular, sobre todo de la harina, lo que se plasmó en la radicación de varias empresas alimentarias en la comarca del Besaya (La Lechera, La Granja Poch, etc.). Desde la plaza Mayor (sus soportales albergaban precisamente los puestos contra los «elementos») emigraron a la Llama, para instalarse actualmente en el recinto del Ferial de Ganados, cedido por el ayuntamiento.
Pero ya en su obra «Costas y Montañas. Libro de un caminante», Amós de Escalante pintaba el siguiente cuadro del mercado de los jueves en la plaza Mayor de Torrelavega:

Pañeros de Castilla, vinateros de Rioja, pasiegas con el cuévano cargado a la espalda, asturianas con la ancha cesta rellena de aves sobre la indomable cabeza, aperadores, cesteros, mercaderes e industriales de industria y mercaderías varias, de poco y de mucho, de nuevo y de viejo, de rico y de pobre, de nacional y extranjero.

Así es el cuadro que la plaza ofrece; colmada, henchida, intransitable de curiosos, chalanes, baratillos, tiendas y puestos de géneros.

Allí los frutos de la tierra: pilas de borona sin moler, recogidas sobre tendidas sábanas; descoloridos trigos de la montaña, el álaga y el cutiano; tiernas alubias de blanca o roja o azotada piel; sabrosas legumbres y frescas verduras; coles y cebollas, y los rojos pimientos y ajos duros de Quevedo.

Allí los frutos de la mecánica: largas piezas de algodón pintado que el viento flamea, y la vara mide y corta la hábil tijera del pasiego; cintas vistosas de infinitos y vivísimos colores, tentación de la aldeana y ornamento preciado del chaleco de su novio; y lienzos y muebles, hojalatería y barro, utensilio doméstico; y los frutos de la industria agrícola, apiñados quesos, y rubia manteca apellada y envuelta en hojas de rizado helecho.
Amós de Escalante. Costas y Montañas. Libro de un caminante

El sector de los comerciantes sedentarios ha sido de importancia en Torrelavega desde el asentamiento de la industria en la comarca del Besaya. Esta interdependencia acarreó una serie de crisis en el comercio torrelaveguense como consecuencia del desmantelamiento de diferentes factorías en la zona.

## Monumentos y lugares de interés

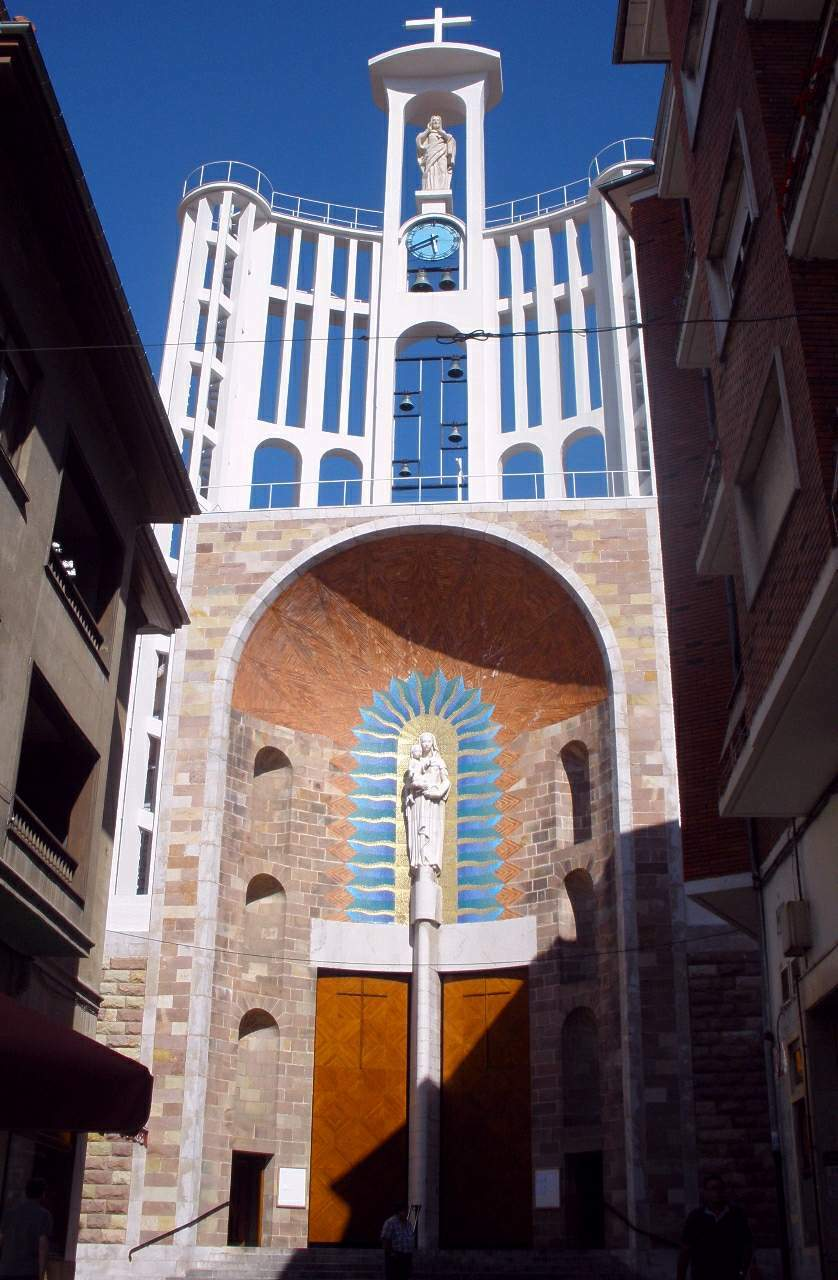
Iglesia de la Virgen Grande, proyectada y construida entre 1956 y 1962

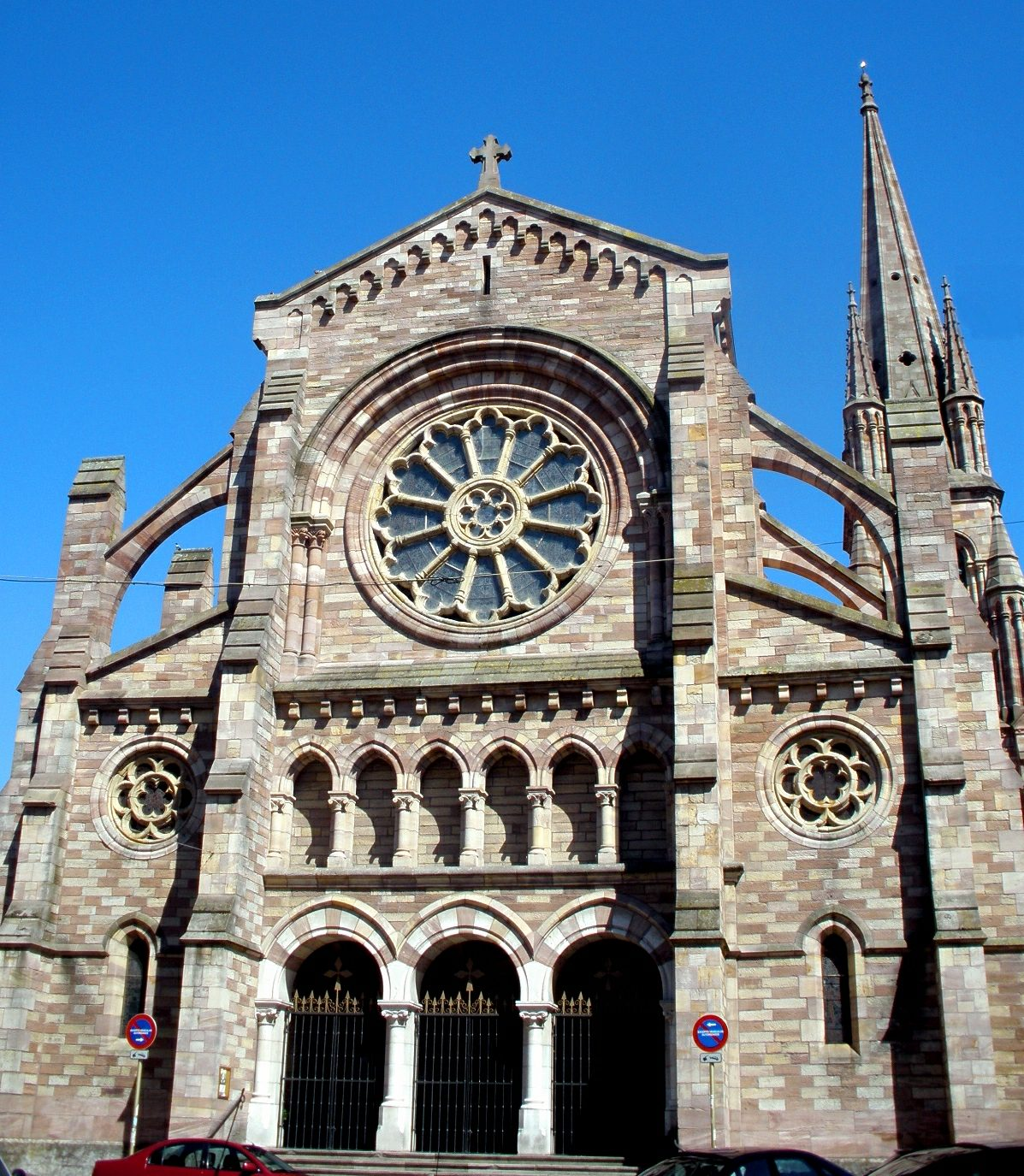
Iglesia de la Asunción, construida entre 1892 y 1901

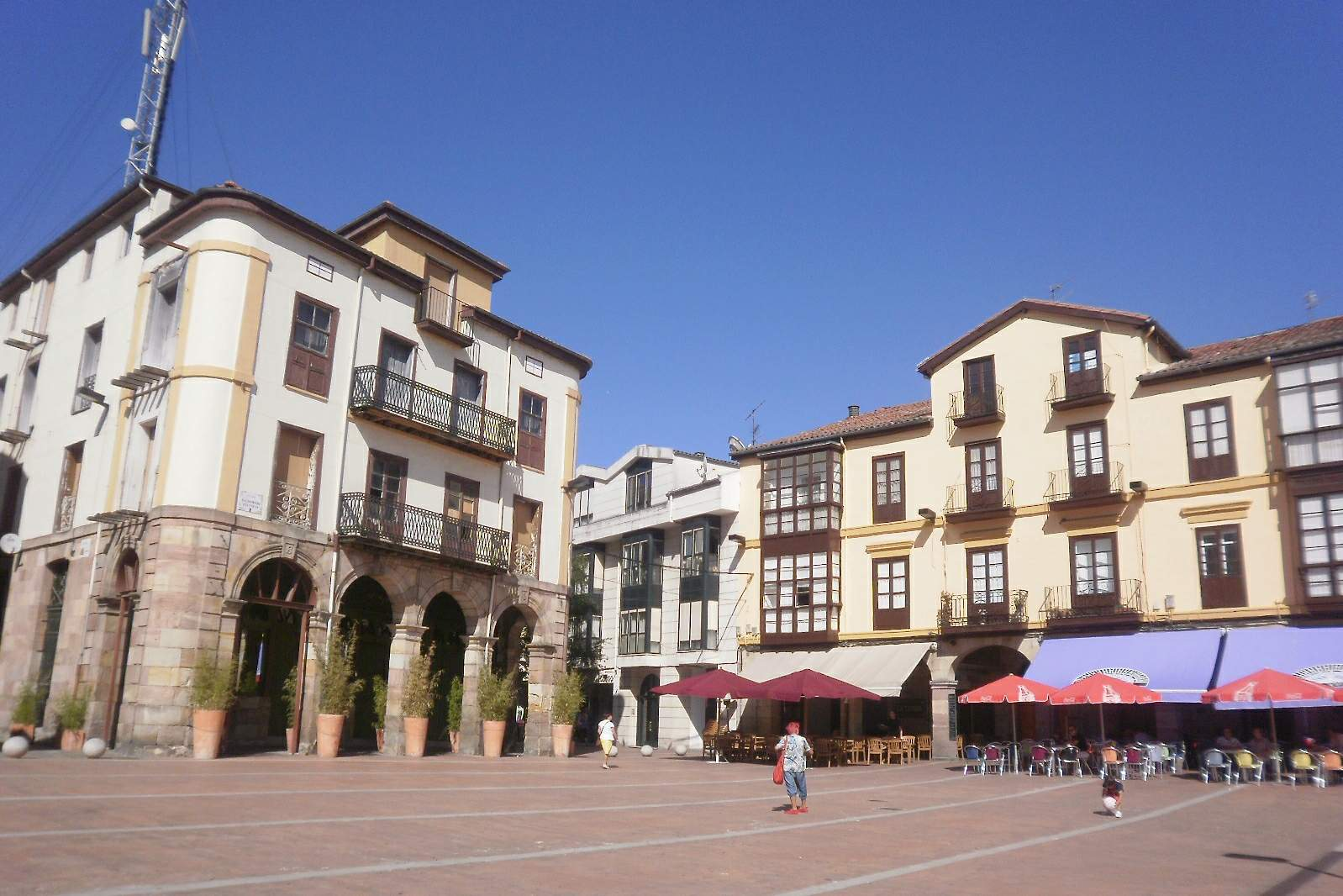
Casco antiguo

Destacan la casa de Velarde en Viérnoles, declarada Bien de Interés Local el 27 de mayo de 2002, así como dos bienes inventariados:
- El edificio del colegio de Nuestra Señora de La Paz (los Sagrados Corazones), en Torrelavega, bien inventariado desde el 6 de febrero de 2002. Su fachada es obra de José María Subirachs, una de las figuras más importantes de la escultura contemporánea española.
- Una de las Locomotoras de Vapor («Udías, María, Revilla, Peñacastillo, Reyerta y Begoña 3») inventariadas el 17 de febrero de 2003, en concreto la locomotora María, en el Almacén del Ayuntamiento de Torrelavega.

### Monumentos religiosos
- La iglesia neogótica de Nuestra Señora de la Asunción (1892), que alberga el Cristo de la Agonía y la tumba de Leonor de la Vega, madre del marqués de Santillana
- La iglesia de la Virgen Grande (también llamada iglesia nueva), contemporánea y racionalista, inaugurada en 1964, con su bóveda en estrella, obra de Luis Moya Blanco. Su patrona se conmemora el 15 de agosto.
- El convento de los Santos Reyes San Luis y San Fernando de las Madres Carmelitas, en Sierrapando.
- La ermita de Santa Ana, en Tanos (una inscripción la fecha en el año 1667). Su patrona se conmemora el 26 de julio.

### Monumentos civiles
- Casa consistorial de Torrelavega: El palacio de Demetrio Herrero, construido en 1888 y actual sede del Ayuntamiento y, en un grado más modesto, la plaza Mayor, con sus soportales. También es de destacar la Fuente de Cuatro Caños, lugar de paso de las rondas marceras protagonizadas por el Coro Ronda Garcilaso el Primero de Marzo.
- La Casona de los Condes de Torreanaz.
- La Casona Calderón (o de los Mártires).
- Cabe destacar también el conjunto monumental de Viérnoles, formado por palacios y casonas de los siglos XVII al XIX.
- La plaza de Abastos.
- La Fábrica La Lechera, sede actual de la Feria de Muestras de Cantabria.[18]
- La estación de ferrocarriles FEVE.
- La estación de ferrocarriles RENFE en Tanos.
- El puente Espina, que da acceso a Viérnoles desde Tanos.
- El puente Rojo, en Tanos.
- El mercado nacional de ganados.

### Esculturas
En la última década se han ido colocando en los espacios públicos del municipio de Torrelavega diversas esculturas contemporáneas. Destaca el conjunto de las ubicadas en la carretera de circunvalación, llamado «bulevar ronda»:
- Oteando, de Miquel Navarro, el ejemplo más conocido de la instalación de esculturas contemporáneas en espacios públicos de la ciudad.
- Savia nueva, de Lucio Marcos Pernía, está realizada en acero corten y situada en la plaza de La Llama. En un principio ideada para proyectar sobre la estructura corten imágenes desde un proyector adosado a la estructura, pero que en la actualidad no funciona.
- Puerta Sur, de Lucio Marcos Pernía, ideada como una puerta de entrada a Torrelavega, ubicada en la zona de Santa Ana de Tanos, realizada en acero corten.
- Alegorías del trabajo, la minería y la emigración, de Jesús González de la Vega.
- Cuatro cuadros, de Chema Alvargonzález, está realizada en acero y neón. La glorieta está situada entre el barrio torrelaveguense de Covadonga, y la carretera dirección Cartes.
- Sin título, de Adolfo Schlosser.
- Mi casa en Torrelavega, de Jaume Plensa. Conocida popularmente como La pajarera. Ideada como una maqueta a escala del artista subida a lo alto de un mástil tipo farola que tendría la gracia de ir iluminada en su interior en distintos colores que se alternan.
- Paneles metálicos, instalación de José Pedro Croft.
- Fuente de Granito, de Juan Asensio.

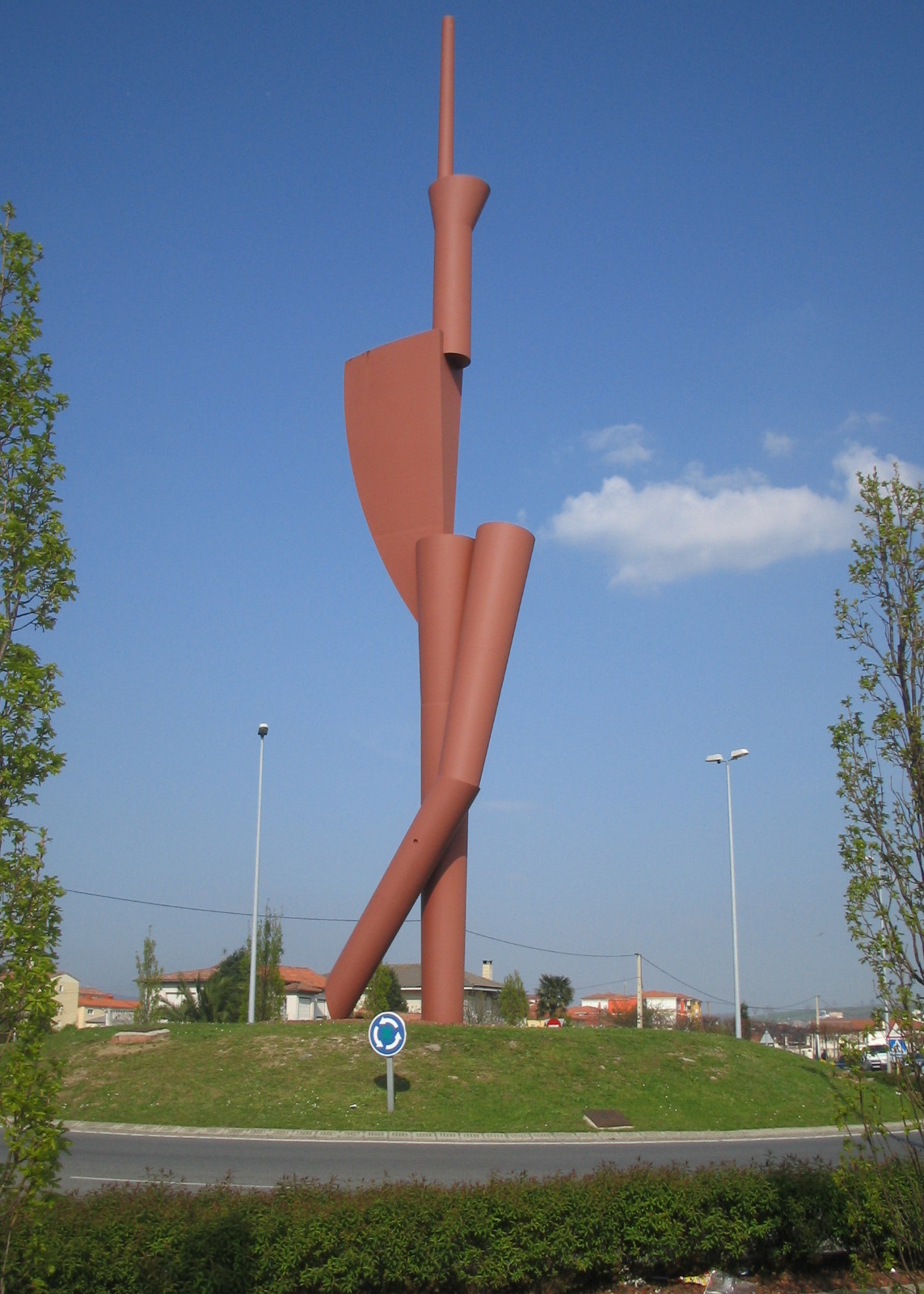
Glorieta del bulevar ronda, Oteando, de Miquel Navarro.
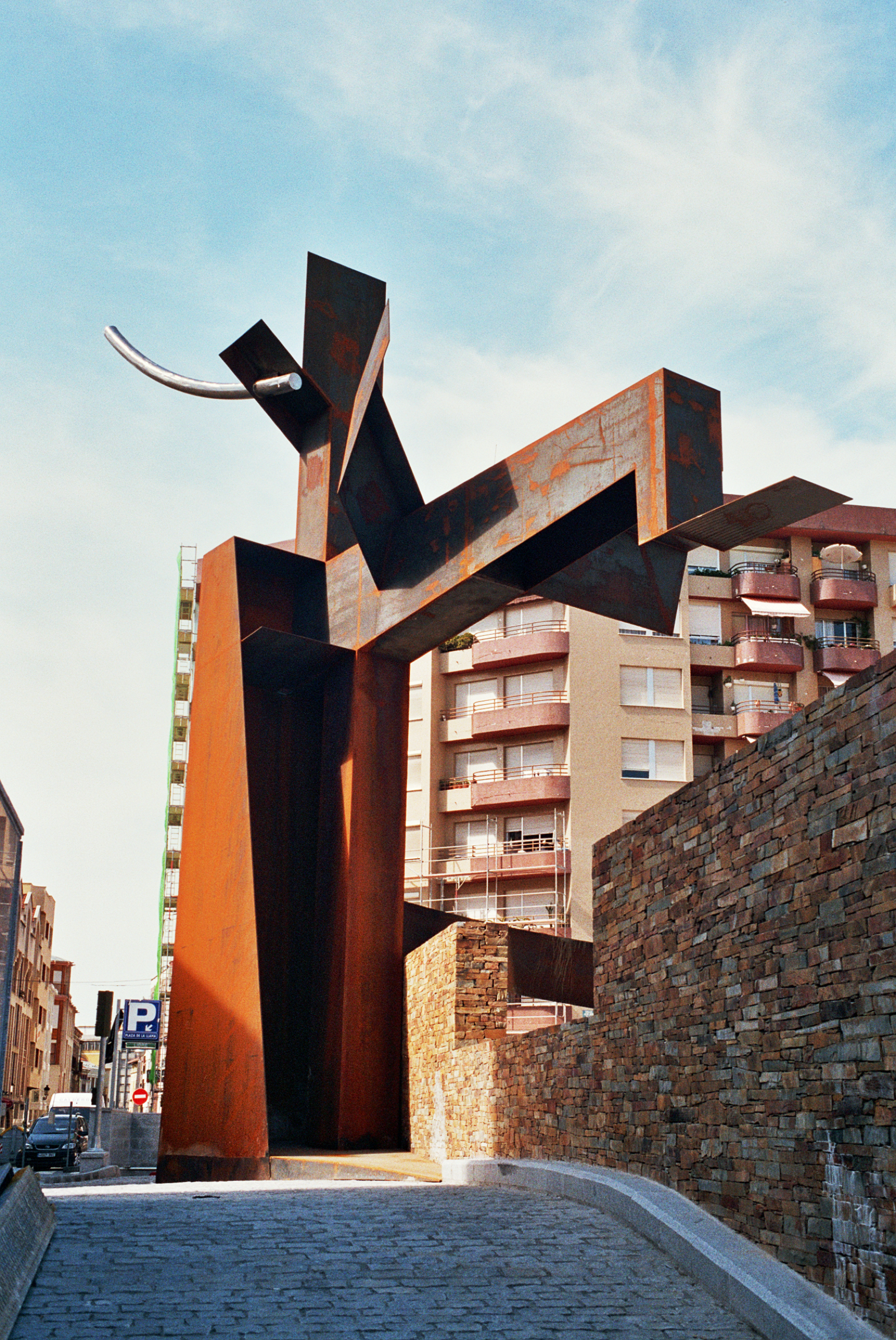
Escultura en la plaza de La LLama, Savia nueva, de Lucio Marcos Pernía.
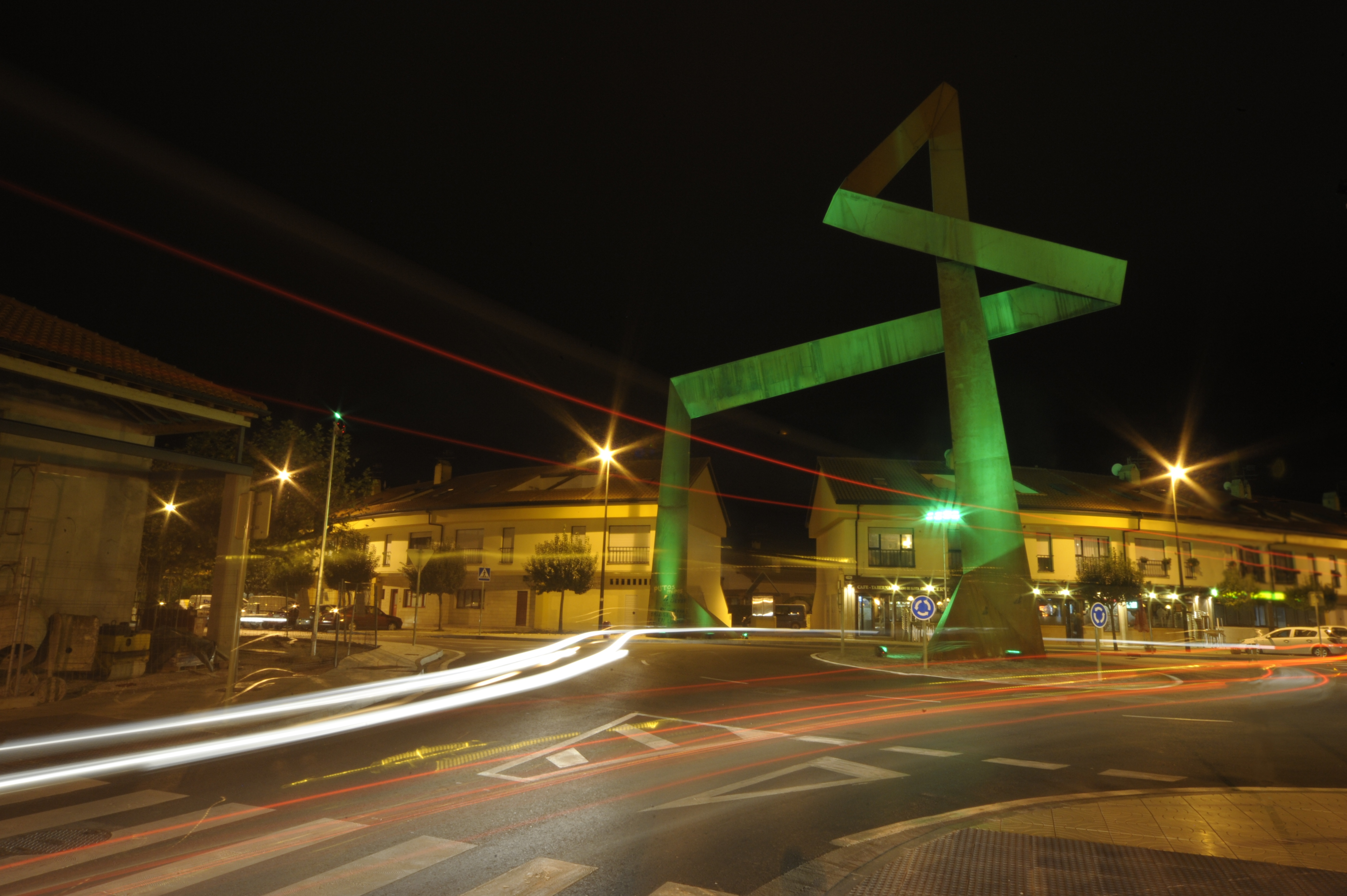
Escultura Puerta Sur, de Lucio Marcos Pernia en Tanos
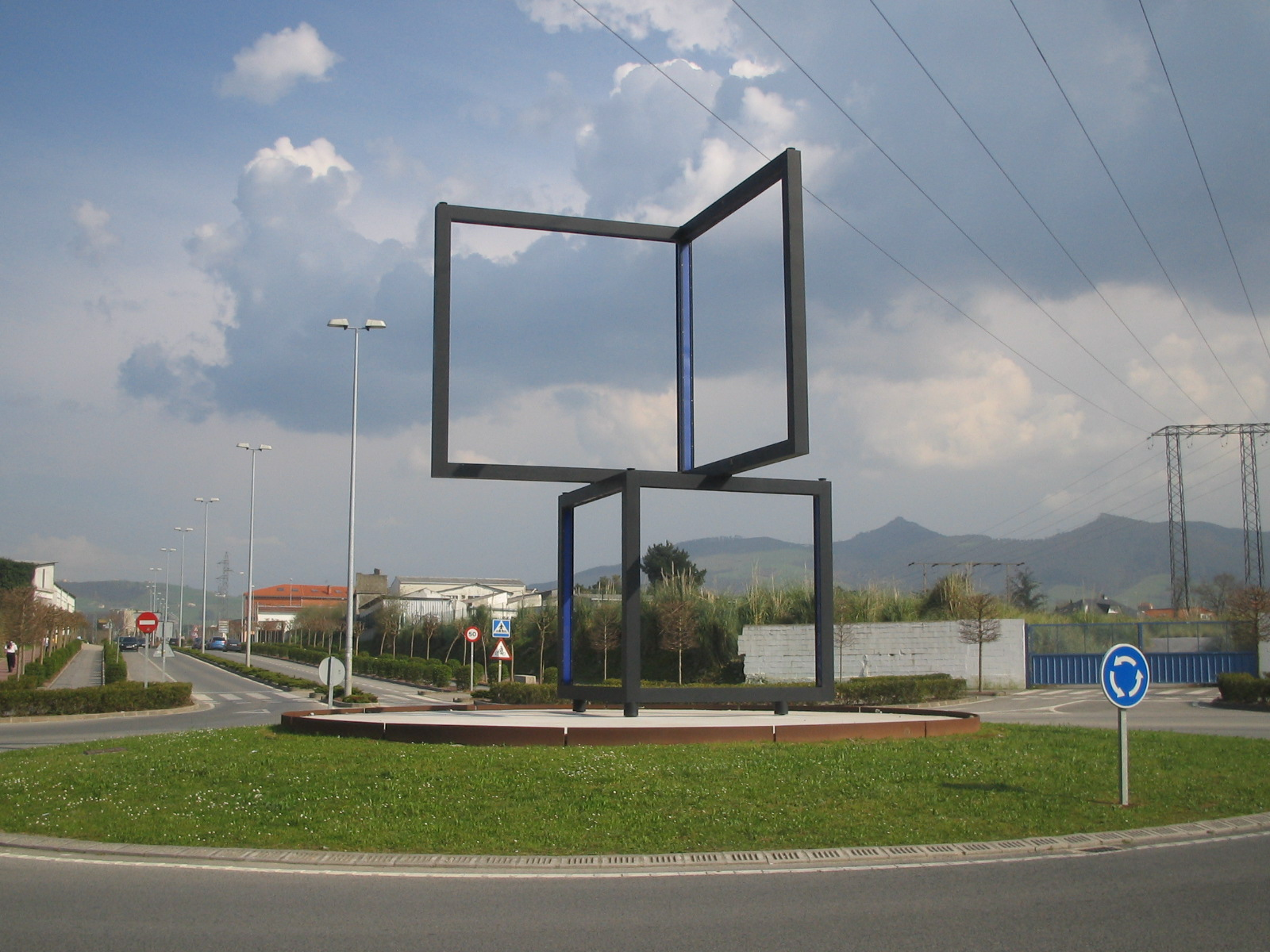
Glorieta con la escultura Cuatro cuadros.

## Servicios

### Educación

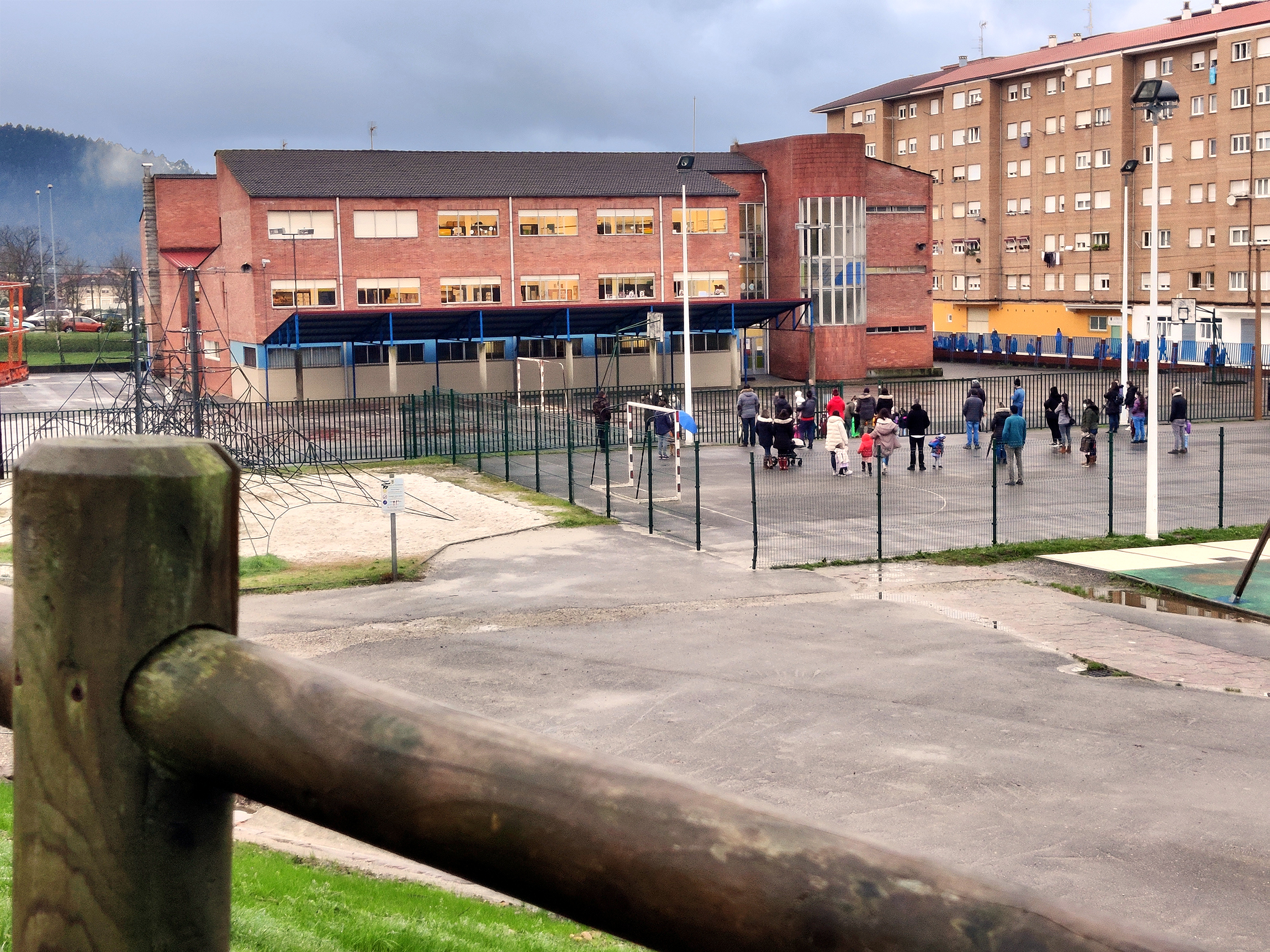
Colegio público José Luis Hidalgo

Los centros de educación pública del municipio de Torrelavega son:
- Catorce colegios de primaria: Cervantes, Fernando de los Ríos, José Luis Hidalgo, José María Pereda, Menéndez Pelayo, Mies de Vega, Pintor Escudero Espronceda (en Tanos), Pancho Cossío (Sierrapando), Amós de Escalante, Manuel Llano (de Campuzano, que fue cerrado en 2004 para dar lugar años después al conservatorio de Torrelavega), M. Liaño B., Ramón Menéndez Pidal, Matilde de la Torre y Dobra (en Viérnoles).
- Seis institutos de secundaria: Besaya (Torres), Garcilaso de la Vega (Tanos), Manuel Gutiérrez Aragón (Viérnoles), marqués de Santillana, Miguel Herrero Pereda y Zapatón.
- Dos centros de educación superior:

- Escuela Politécnica de Ingeniería de Minas y Energía
- Escuela Universitaria de Fisioterapia Gimbernat - Cantabria

Los centros de educación concertada del municipio de Torrelavega son:
- Dos centros de secundaria, La Paz y Sagrados Corazones.

Existe una cooperativa de enseñanza en Barreda, el colegio El Salvador.
Además, cuenta con el Centro de Educación de Personas Adultas «Caligrama», así como con una Escuela Oficial de Idiomas en la que se imparten cursos de francés, inglés y alemán.
Asimismo, en el antiguamente cerrado colegio Manuel Llano tiene su sede el Conservatorio Elemental de Música de Torrelavega.
Y en la Casa de la Cultura de Torrelavega se imparten los cursos de su escuela municipal de música. En ella se ubican asimismo un salón de actos, una sala de exposiciones y una biblioteca.
La escuela municipal de folclore, que dirigen los responsables de las tres agrupaciones folclóricas del municipio (Virgen de las Nieves, San Pablo y Virgen de Covadonga) imparte cursos de baile, pandereta, pito, tambor, rabel, gaita y confección de trajes regionales.

### Sanidad
Torrelavega es cabeza del área de salud IV, que es la más extensa del Servicio Cántabro de Salud (SCS). El principal centro médico de la zona es el Hospital Comarcal de Sierrallana, que presta servicio desde 1994 a una población de referencia cercana a los 200 000 habitantes. Sus instalaciones se encuentran en la avenida de España del centro de la ciudad (centro de especialidades) y en el Hospital Sierrallana (Ganzo).
Cuenta con dos unidades de Soporte Vital Básico del 061 de Cantabria, ubicadas en el barrio de la Nueva Ciudad (Campuzano) junto al colegio José Luis Hidalgo. Encargadas de prestar soporte vital a todas las emergencias y urgencias sanitarias que se produzcan, así como accidentes de tráfico, incendios, agresiones, accidentes laborales y cualquier otra situación que requiera un tratamiento técnico-sanitario de urgencia de carácter extrahospitalario. Y cuenta además con una Unidad Médica de Emergencias (UVI móvil) ubicada en el centro de salud Covadonga.
Además, en Torrelavega hay cuatro centros de atención primaria o centros de salud:
- Zapatón (centro)
- Dobra (norte)
- Bº Covadonga (suroeste)
- Tanos (Sureste)

Dependencia
En Torrelavega hay dos residencias de ancianos, Alborada (114 plazas) y la Fundación Asilo de Torrelavega (260 plazas) que presta asistencia concertada a personas mayores y discapacitados en varios edificios del centro de la ciudad. Actualmente se encuentran en construcción dos edificios más para discapacitados adultos.
Centros de día para mayores
Residencia Alborada, ANCORA, Jardines de la Vega, Fundación Asilo con 35, 12 y 40 plazas públicas respectivamente
Centros de día para personas con discapacidad
Fernando Arce, La Vega Amica y CAP Sierrallana con 79, 20 y 10 plazas respectivamente.
Centro de día para rehabilitación psicosocial
Padre Menni (75 plazas)
Centros ocupacionales
Horizón Amica, Agustín Bárcena y Fernando Arce con 30, 45 y 84 plazas respectivamente.
Residencias personas con discapacidad
- CAMP Sierrallana: 120 plazas
- Teodosio Herrera:

### Seguridad
En Torrelavega prestan servicio dos cuerpos de policía, dos ambulancias de Soporte Vital Básico pertenecientes al 061 de Cantabria y una Unidad Médica de Emergencias también del 061 de Cantabria, y el Cuerpo de Bomberos municipal de Torrelavega.
- Policía de Torrelavega: comparte, tanto comisaría, como calabozos, con la Policía Nacional en La Llama. Y también presta servicios de Policía de Proximidad en los Barrios de Inmobiliaria y Covadonga. Cuenta con siete vehículos destinados a la seguridad ciudadana, tipo ``z´´ o también llamados, radiopatrullas. Cuatro vehículos adicionales, destinados a labores de policía administrativa y vigilancia. Un vehículo destinado a tráfico y labores de vigilancia. Y siete unidades motorizadas.

Este cuerpo se encarga principalmente de; la seguridad ciudadana en el municipio de Torrelavega, policía judicial en los delitos que intervengan, policía administrativa, vigilancia de espacios y establecimientos públicos, ordenar, señalizar y dirigir el tráfico y prestar apoyo en la resolución de conflictos privados.
- Policía Nacional: Con comisaría principal en La Llama compartida con la policía local. Las principales funciones de este cuerpo es la expedición y renovación del DNI, control y vigilancia del juego, extranjería y seguridad ciudadana
- Guardia Civil: con Cuartel en el barrio de Miravalles. La Guardia Civil no tiene competencias en la ciudad Torrelavega, aunque el cuartel para los municipios aledaños se encuentra en el barrio Sierrapando.

Por otro lado, la ciudad cuenta con un cuerpo voluntario de Protección Civil.

### Transporte

#### Carretera
Autopistas y autovías
- A-67 (autovía Cantabria-Meseta): Santander-Torrelavega-Reinosa-Aguilar de Campoo-Palencia-Venta de Baños.
- E-70/A-8 (autovía del Cantábrico): Baamonde-Avilés-Gijón-Llanes-Torrelavega-Solares-Bilbao-San Sebastián-Irún.

Otras carreteras
- N-611 (carretera nacional Cantabria-Meseta): Santander-Torrelavega-Reinosa-Aguilar de Campoo-Palencia-Venta de Baños.
- N-634 (carretera nacional paralela a la E-70/A-8): Santiago de Compostela-Trubia-Oviedo-Llanes-Torrelavega-Bilbao-San Sebastián-Irún.
- CA-334: Torrelavega - Renedo.

Estación de autobuses
Torrelavega cuenta con una moderna estación de autobuses situada en la Granja Poch (centro-sureste) de la que parten autobuses directos tanto a otros pueblos y ciudades de Cantabria, Reinosa, Santander, Cabezón de la Sal, San Vicente de la Barquera, Potes, Solares, Laredo o Castro-Urdiales como a algunas ciudades españolas Burgos, Madrid, Granada, Salamanca, Valladolid, Palencia, León, Vigo, La Coruña, Santiago de Compostela, Avilés, Gijón, Oviedo, Santurce, Baracaldo, Bilbao, Éibar, Zarauz, San Sebastián o Irún.
Todas las semanas existen servicios que unen la capital del Besaya con ciudades de otros países europeos, entre ellas Burdeos, París, Bruselas, Zúrich o Londres.
Servicio de taxis
Un total de 54 vehículos ofrecen servicio de taxi en la ciudad de Torrelavega, encontrándose las principales paradas en la avenida de Menéndez Pelayo, Hospital Sierrallana, avenida de España, Julián Ceballos, plaza Mayor, estación de autobuses de la Granja Poch y estación de Renfe.
061 de Cantabria: con dos unidades de Soporte Vital Básico y una Unidad de Soporte Vital Avanzado se presta el servicio de emergencias extrahospitalarias que se produzcan.
Servicio transporte Sanitario
10 Ambulancias de transporte sanitario programado se encargan del traslado de pacientes a rehabilitación, hemodiálisis, consultas, y las altas hospitalarias que se produzcan.
Servicio de transporte urbano (Torrebús)
Trece autobuses comenzaron a prestar servicio en octubre de 2011. A partir de entonces, seis vehículos cubren las rutas escolares y otros cinco recorren las cuatro líneas de que consta la red, uniendo con alrededor de 100 paradas distintas zonas de la ciudad.
Movilidad ciclista
Torrelavega cuenta con una gran tradición ciclista, no en vano ha sido cuna de varios grandes ciclistas como Vicente Trueba y Óscar Freire. El tráfico ciclista se canaliza a través de 13,04 km de carriles bici, la mayor parte construidos en la periferia de la ciudad. Destaca, aunque inconcluso, el carril que circunvala la ciudad, con 5,5 km. La ciudad dispone desde noviembre de 2022 de un servicio de alquiler de bicicletas eléctricas para favorecer la movilidad sostenible en el municipio.

#### Ferrocarril

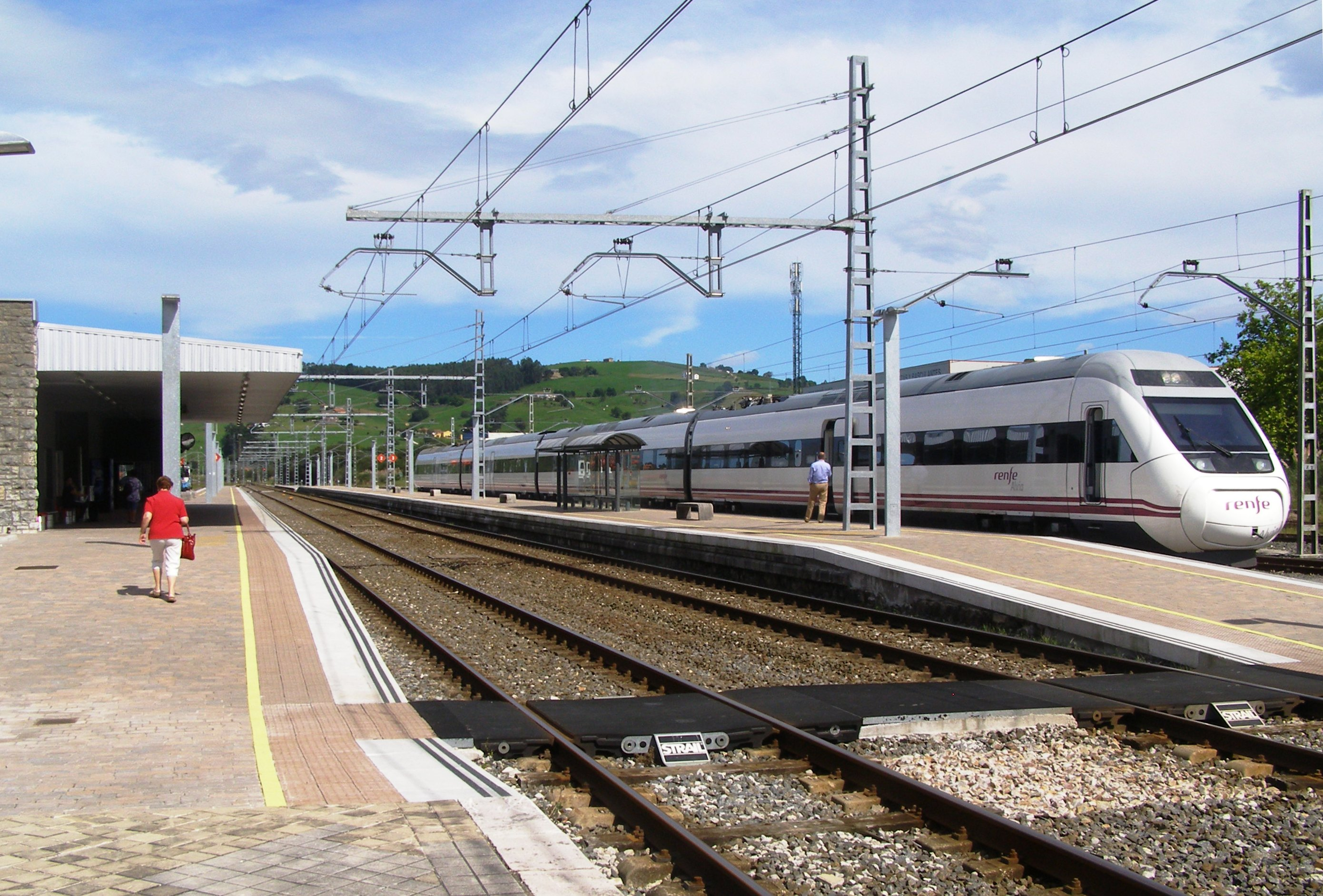
Alvia S-120 en la estación de Tanos

Por otro lado, en Torrelavega hay estación de las dos redes de ferrocarriles públicos españoles, ambas con servicios ferroviarios prestados por Renfe Operadora: la primera, de los ferrocarriles de vía estrecha, que la unen a las principales ciudades del norte de España y con estaciones en Barreda, Torrelavega-Centro, Altamira y Ganzo, a través de trenes de cercanías y regionales operados por Renfe Cercanías AM, y, en segundo lugar, la de los ferrocarriles de vía de ancho ibérico, con estaciones en Viérnoles, Sierrapando y Tanos (principal de Adif en el municipio) que la unen a ciudades como Madrid, Segovia, Valladolid, Palencia, Sevilla, Cádiz, Cuenca, Albacete o Alicante, a través de trenes Alvia, Cercanías y Regionales de Renfe Operadora.
- Estaciones de la red de ancho ibérico: Sierrapando, Torrelavega y Viérnoles.
- Estaciones de la red de ancho métrico: Barreda, Torrelavega-Centro, Altamira y Ganzo.

### Aeropuerto
El aeropuerto más cercano es el aeropuerto de Santander, en el municipio de Camargo.

## Cultura

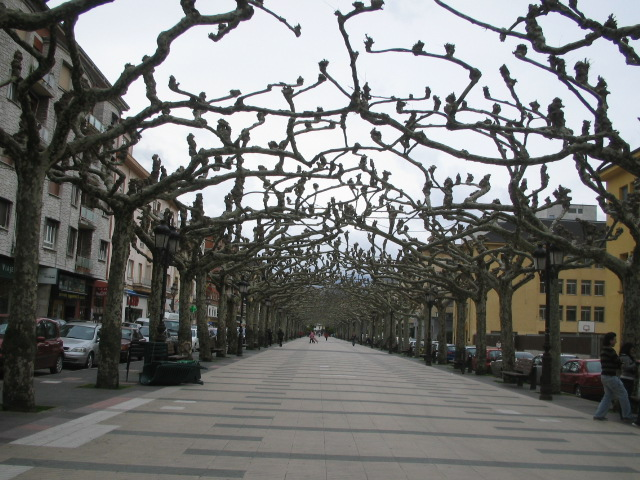
Avenida de España

- Marzas: Los marceros o marzantes (como los denominaba José María de Pereda en sus Escenas Montañesas) son cuadrillas de mozos de un pueblo que recorren el último día de febrero las casas de sus vecinos y, si a la pregunta «¿Cantamos, o rezamos, o nos vamos?», los señores de la casa responden «Cantamos», se lanzan en cantos tradicionales a cambio de un aguinaldo o recompensa. Este toma normalmente la forma de alimentos (en aquellos tiempos, unos celemines de avellanas u otros frutos secos o, incluso, en los hogares más pudientes, los productos del matacío del chon). El tema de las rondas marceras puede ser galante o piadoso. Algunos antropólogos asocian esta costumbre con los ritos de paso y las tradiciones de comensalidad de invierno y encuentran paralelismos en toda la vertiente atlántica europea.
- Biblioteca Popular: fundada en 1927 por la Sociedad Pro Cultura Popular, tras el período de clausura de la Guerra Civil, continuó como «Biblioteca José María Pereda» hasta 1988, en que se aprobó su nominación como Biblioteca Popular Gabino Teira, en honor a uno de sus socios fundadores. Así, desde el año 1990, está ubicada en el antiguo Palacio de los Condes de Torreanaz.
- Teatro Municipal Concha Espina: La ciudad cuenta con un nuevo teatro municipal, inaugurado en enero de 2007, en el mismo lugar que ocupó durante varias décadas el desaparecido Cine Concha Espina.

- Escuela de circo y teatro físico
- Centro social Ítaca
- Centro Nacional de Fotografía
- Sala de exposiciones Mauro Muriedas
- Archivo municipal
- Hemeroteca Manuel Rotella
- Casa de la Cultura
- Auditorio Lucio Lázaro

### Jornadas culturales
- Festival de Cortometrajes: Este festival se celebró por primera vez en mayo del año 2000. Está organizado por la Concejalía de Cultura y Deportes del Ayuntamiento de Torrelavega.[25]
- Festival de Teatro aficionado: Se organiza desde el año 2000. Es el preámbulo del festival de invierno, y desde el 2007 se celebra en el Concha Espina.[26]
- Festival de Teatro de Invierno: Es uno de los festivales más importantes de los que se organizan en Cantabria. Se lleva celebrando desde los años 90, y cada vez tiene más relevancia en la comunidad autónoma. En enero de 2007 se celebró la decimoctava edición de este festival.[27]
- Semana de la Montaña de Torrelavega: Organizada conjuntamente por el Grupo de Montaña ALTAI y el Ayuntamiento de Torrelavega, estas jornadas traen a la ciudad, durante una semana de otoño, a los mejores alpinistas, escaladores y fotógrafos de montaña y naturaleza de la región. Su principal referencia son las proyecciones de audiovisuales, además de competiciones o exhibiciones puramente deportivas, ligadas a la escalada. Se lleva celebrando desde 1999, realizándose en los últimos años en el salón de actos del IES Marqués de Santillana.
- Semana de la Ecología del barrio Covadonga: Organizada conjuntamente por la AAVV del Bº Covadonga, Ecologistas en Acción y el Ayuntamiento de Torrelavega. Se organizan conferencias, coloquios, debates y proyecciones sobre diversos temas en relación con el medio ambiente.

### Gastronomía
- Las Polkas son un dulce de hojaldre, siendo la principal y más importante repostería torrelaveguense. Sus ingredientes son harina, mantequilla pura, agua y sal. Se elaboran con trozos de hojaldre y glasa real, que se hornean a 200 °C. El origen de las polcas remonta a comienzos del siglo XX, y en la actualidad gozan de mucha fama. Existe una Cofradía del Hojaldre local.

### Deportes
- Bolos: El bolo palma tiene una gran tradición en Torrelavega, así como en Santander. Comenzó a practicarse al finalizar el siglo XIX, ya por 1893 desde su Toranzo natal llegó Telesforo Mallavia (Foro) creando la saga de los Mallavia (sus hijos), jugadores ilustres como Federico (Ico el Grande), Forin y Ramón que nos deleitaron con veladas en la famosa Bolera Mallavia (existiendo dos en su momento), ubicada en La Llama (donde hoy en día se levanta un busto en honor a Telesforo Mallavia) destacando la gesta épica que logró «Ico el Grande», allá por 1921. Torrelavega cuenta con una bolera municipal cubierta, la Severiano Prieto, en El Malecón. Existen varias peñas de bolos en la ciudad: Peña Casa Sampedro (Torres), Peña Bolística Torrelavega SIEC, Peña San José Rocacero (Sierrapando), Tanos Construcciones Pinta (Tanos), Peña Bolística Nueva Ciudad (Nueva Ciudad) y Peña La Llama.
- Voleibol: El Club Voleibol Torrelavega participará en la temporada 2007-2008 en la Superliga B Femenina. El equipo de Torrelavega ha disputado la División Nacional de Honor Femenina en las temporadas 1989-90, 1990-91, 1991-92, 1992-93, 1993-94, 1994-95, 1995-96, 1996-97, 1997-98 y 1998-99. Destacan como jugadores Elisa Alonso Ceballos y Carlos Díaz Rodríguez.

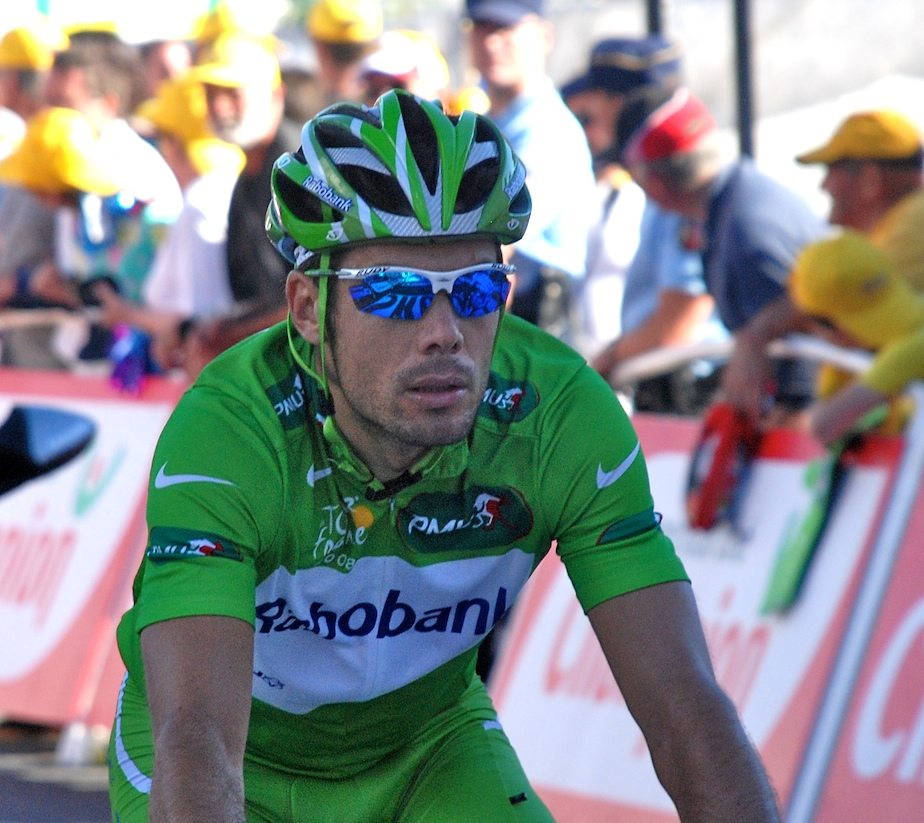
Óscar Freire, ciclista, campeón del mundo de fondo en carretera en los años 1999, 2001 y 2004

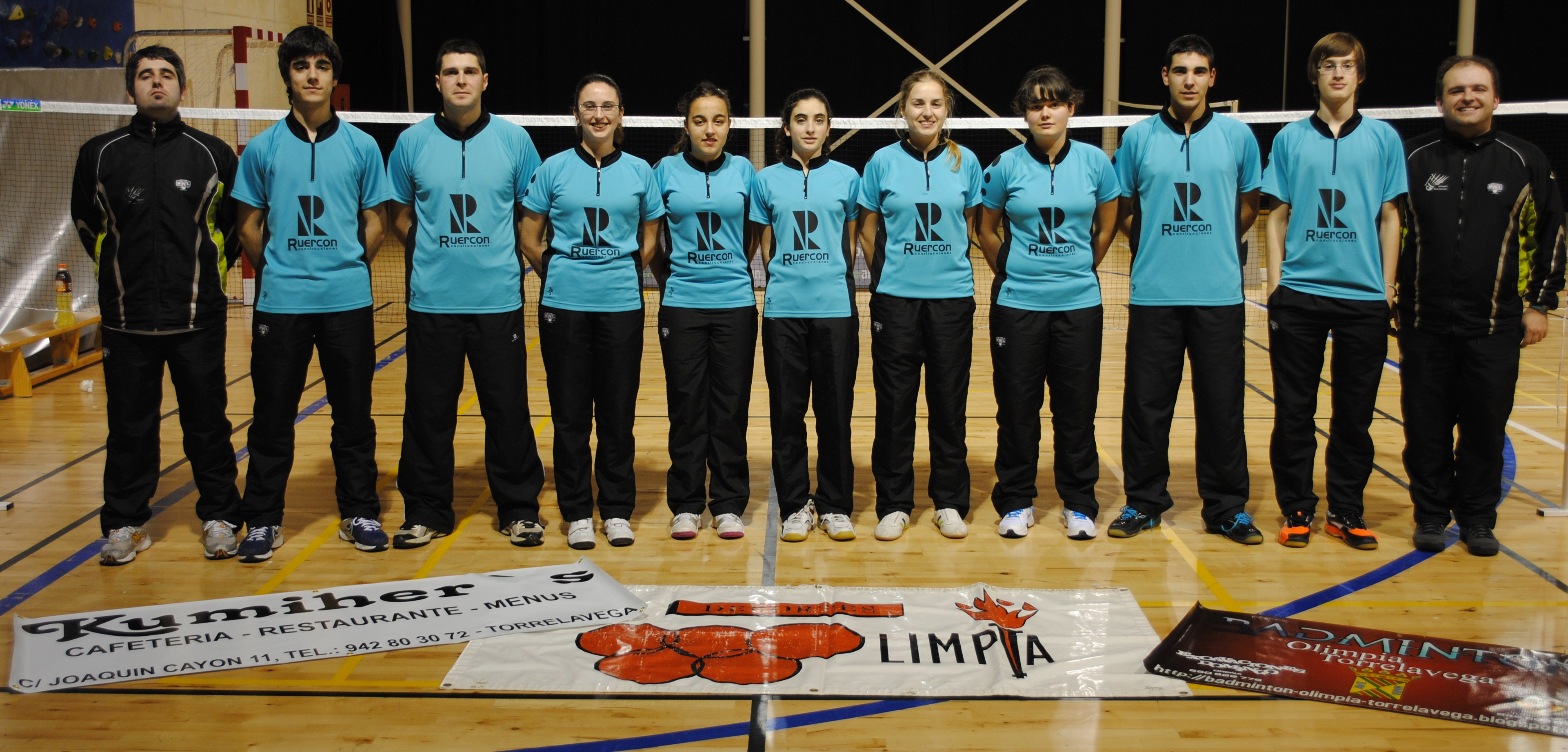
Jugadores y técnicos del Bádminton Olimpia Torrelavega Ruercon

- Ciclismo: Torrelavega cuenta con un velódromo en el complejo polideportivo municipal bautizado con el nombre del ciclista Óscar Freire, ubicado en las antiguas pistas de Sniace. Destacan los ciclistas Vicente Trueba, conocido como La Pulga de Torrelavega, nacido el 16 de octubre de 1905 (un polideportivo municipal lleva su nombre), Óscar Freire, tricampeón del mundo de ciclismo y Juanjo Cobo (nacido en Torrelavega, criado y residente en Cabezón de la Sal).
- Fútbol: La Real Sociedad Gimnástica de Torrelavega, club fundado en 1907. Su campo es El Malecón, con un aforo actual de 11 000 espectadores, esta pendiente de una reforma integral desde hace varios años.[28] El Club Deportivo Tropezón de Tanos, que disputa sus partidos en el campo municipal de Santa Ana. El Barreda Balompié, que juega en los Campos de Solvay.
- Baloncesto: La Sociedad de Amigos del Baloncesto (S.A.B.) se fundó en 1975. En 1997, y bajo el nombre de S.A.B. Caja Cantabria, entró en la división de honor española (ACB). Pocos años después cambiaría su nombre por Cantabria Lobos, y en la temporada 2004/2005 el máximo accionista decidió su traslado a Santander, frente al descontento de aficionados y ciudadanos. El jugador nacido en Cieza Ricardo González fue uno de los jugadores más destacados en el periodo en el que el Lobos pudo competir en ACB.

En la temporada 2005/2006 se fundó un nuevo club, SAB Torrelavega, que compite en la liga Regional, y esa misma temporada asciende a Primera Nacional. En la temporada 2009/2010 asciende a Liga EBA, donde participará por primera vez en la temporada 2010/2011.
En el año 2015, y coincidiendo con el 10.º aniversario del club, el SAB Torrelavega se vio obligado a desaparecer como club deportivo debido a la precaria situación económica que atravesaba la institución deportiva.
Ese mismo año, un grupo de entrenadores pertenecientes al SAB Torrelavega, fundaban un nuevo club bajo el nombre de CBT Torrelavega, que empezó a competir en la temporada 2015/2016 en las distintas ligas cántabras, tanto base como sénior.
Desde la temporada 2022-2023 el Grupo Alega Cantabria tiene un equipo en LEB Oro.
- Balonmano: el CD Torrebalonmano ascendió a primera división nacional en 2004. En 2009 el equipo naranja subió a la división de honor B. El 8 de mayo de 2021 el Bathco Balonmano Torrelavega consiguió el ascenso a Liga Asobal, la máxima categoría de balonmano en España. Juega sus partidos en el pabellón municipal Vicente Trueba.
- Montañismo/escalada: Torrelavega cuenta con una gran afición a la práctica de los deportes de montaña y la escalada. Prueba de ello es la existencia de varios grupos de montaña destacando, entre otros: la sociedad deportiva de Torrelavega (fundada en el año 1956), el grupo de montaña ALTAI, la asociación deportiva cultural La Capía de Viérnoles y el club deportivo de esquí Montaña Solvay. En el polideportivo municipal de La Habana Vieja existe un rocódromo municipal.
- Bádminton: el Club Deportivo Elemental Bádminton Olimpia Torrelavega se fundó en 1989. Gestiona la EDM de bádminton del Ayuntamiento de Torrelavega y compite a nivel autonómico, nacional e internacional. Desarrolla sus entrenamientos en el pabellón municipal La Habana Vieja, sede también de las competiciones en las que actúa como organizador local como es el caso del torneo Torrelavega con el bádminton, evento que en 2012 celebró su séptima edición.

### Fiestas
- La última noche del mes de febrero se celebran Las Marzas, que conmemora la llegada de la primavera.
- 3 de febrero, San Blas, en La Montaña. San Blas es el patrono de los enfermos de garganta, a quien se le atribuyen poderes milagrosos para sanar y prevenir este tipo de males. Debido a esto, durante la misa se bendicen los pañuelos, ya que según la tradición, si se pasa el pañuelo por la garganta del santo este les curará la enfermedad.
- 23 de abril, San Jorge, en Viérnoles.
- 10 de mayo, San Migueluco, en Campuzano.
- 22 de mayo, Santa María, en Barreda.
- 26 de junio, San Pelayo, en Dualez.
- 23 de julio, El Trabajador, El Salvador, en Barreda.
- 16 de julio, Nuestra señora de Carmen, en Ganzo.
- 26 de julio, Santa Ana, en Tanos.
- 5 de agosto, Nuestra Señora de la Nieves, en Tanos.
- 6 de agosto, San Justo y San Pastor, en Sierrapando.
- 15 de agosto, las fiestas de la patrona se celebran durante unos diez días en torno en ellas, puede asistirse, entre otros, al Desfile de Carrozas de la Gala Floral (declarada de Fiesta de Interés Turístico Nacional), que premia a los creadores más originales y en el que los asistentes participan en una batalla de serpentinas y confeti, uniéndose al ambiente festivo de agrupaciones folclóricas y musicales, mientras ovacionan a sus carrozas preferidas a su paso por la avenida de España y aledaños. La primera carroza de la que consta su existencia dataría del año 1940.
- 16 de agosto, San Roque.
- 8 de septiembre, Virgen del Milagro en Torres.
- 16 de septiembre, la fiesta de San Cipriano (declarada Fiesta de Interés Turístico Regional) se celebra con romería incluida en el alto del mismo nombre. Los romeros acompañan a su patrono en procesión en lo alto del pueblo de Cohicillos. La tradición manda que, desde Torrelavega y alrededores, se ascienda allí con una vara de avellano como apoyo en la caminata. Tras la misa en la ermita y la comida en grupos en la campa, es típico comer unas roscascolgadas de las varas de avellano y el fruto de este, así como el baile, que sigue siendo acompañado por el pito y el tambor.
- Día de las Magostas de otoño en los barrios Ganzo, Barreda y Viérnoles.
- 12 de octubre, Nuestra Señora del Pilar, la palmera, en Barreda.

### Medios de comunicación

#### Prensa escrita
El Diario Montañés cuenta con oficinas en la ciudad desde 1985, inaugurando unas nuevas instalaciones en abril de 2009. Edita semanalmente un suplemento gratuito, además de la correspondiente sección informativa sobre la ciudad de manera diaria.
El Diario Alerta, cuya sede se encuentra en Peñacastillo (Santander), está también presente en Torrelavega. Además, el diario cubre con una sección dedicada a la ciudad, «Actualidad diaria de Torrelavega».

#### Internet
En los últimos años se ha producido un boom en la prensa en línea de la ciudad. Medios como Hoy Torrelavega, El Diario Torrelavega o EsTorrelavega han creado un gran impacto en la red, especialmente en redes sociales.

#### Radio
- SER Torrelavega.[30] Generalista.
- Radio Studio Cantabria. Musical y generalista.
- Onda Cero. Generalista.

#### Televisión
Vegavisión recuperó tras varios cambios de nombre su denominación original, convirtiéndose en la primera televisión local en emitir en la totalidad de la comunidad. Emiten desde Torrelavega la mayor parte de la programación, dando cobertura también a eventos de otros puntos de Cantabria.

#### Agencias
- Agencia EFE: delegación en Torrelavega de la más importante agencia de prensa en español del mundo.

## Ciudades hermanadas
Las ciudades que están hermanadas con Torrelavega son las siguientes:
- Rochefort, Francia (1982)[32]
- La Habana Vieja, Cuba (1992)[32]
- Zug, Sáhara Occidental (2008)[32]
- Louga, Senegal (2011)[32]
- Oviedo, España (2008)